# Macedonia de Nord
Macedonia de Nord (în macedoneană Северна Македонија, transliterat: Severna Makedonija), oficial Republica Macedonia de Nord (în macedoneană Република Северна Македонија, transliterat: Republika Severna Makedonija; ; denumită până în 2019 Macedonia sau Republica Macedonia), este o țară din peninsula Balcanică în Europa de Sud-Est. Este unul dintre statele succesoare ale fostei Iugoslavii, față de care și-a declarat independența în 1991. A devenit membră a organizației Națiunilor Unite în 1993, dar, ca urmare a unei îndelungate dispute cu Grecia pe tema numelui de Macedonia, a fost admisă sub denumirea provizorie de Fosta Republică Iugoslavă a Macedoniei (abreviat în engleză FYROM), denumire utilizată și de către organizații internaționale cum ar fi Uniunea Europeană, Consiliul Europei  și NATO. Pe 12 februarie 2019, Republica Macedonia și-a oficializat schimbarea denumirii în Republica Macedonia de Nord, așa cum era prevăzut în Acordul de la Prespa semnat în 2018.
Macedonia de Nord nu are ieșire la mare. Se învecinează cu Kosovo la nord-vest, cu Serbia la nord, cu Bulgaria la est, cu Grecia la sud și cu Albania la vest. Teritoriul ei constituie aproximativ treimea nord-vestică a mai marii regiuni geografice și istorice Macedonia, care cuprinde și părțile învecinate din nordul Greciei și mici porțiuni din sud-vestul Bulgariei și sud-estul Albaniei. Capitala țării este orașul Skopje, cu 506.926 de locuitori conform recensământului din 2002. Alte orașe sunt Bitola, Kumanovo, Prilep, Tetovo, Ohrida, Veles, Știp, Koceani, Gostivar, Kavadarți și Strumița. Ea are peste cincizeci de lacuri, și șaisprezece munți mai înalți de 2000 m. Macedonia de Nord este stat membru al ONU și al Consiliului Europei. Începând cu anul 2005, are și statut de candidat pentru aderarea la Uniunea Europeană, iar în 2020 a devenit cel de-al 30-lea stat membru al NATO.

## Etimologie
Numele țării provine de la denumirea grecească Μακεδονία (Makedonía), un regat (și mai târziu, o regiune) denumit după vechii macedoni. Numele lor, Μακεδόνες (Makedónes), derivă în ultimă instanță din adjectivul din greaca veche μακεδνός (makednós), cu sensul de „înalt, ridicat”, care are aceeași rădăcină ca și adjectivul μακρός (makrós), care înseamnă „lung, înalt, mare” în greaca veche. Se crede că inițial numele însemna fie „oameni de sus” („munteni”), fie „cei înalți”, posibil o descriere a poporului. Cu toate acestea, potrivit cercetărilor moderne ale lui Robert S. P. Beekes⁠(d), ambii termeni provin din substratul preelin și nu pot fi explicați în termeni de morfologie indo-europeană; lingvistul Filip De Decker afirmă în schimb că argumentele acestuia sunt insuficiente.
Pe la începutul secolului al XIX-lea, denumirea de Macedonia era aproape necunoscută în zona țării actuale. Ea a fost revitalizată abia pe la jumătatea acelui secol, în contextul creșterii naționalismului în Imperiul Otoman⁠(d). La începutul secolului al XX-lea, regiunea era subiect de dispute naționaliste între bulgari, greci și sârbi. În perioada interbelică, utilizarea numelui Macedonia a fost interzisă în Regatul Iugoslaviei, care implementa o politică de serbizare⁠(d) a localnicilor slavi. Numele de Macedonia a fost adoptat oficial pentru prima dată la sfârșitul celui de al Doilea Război Mondial de către Republica Socialistă Macedonia, care a devenit una din cele șase țări constituente ale Republicii Socialiste Federale Iugoslavia. După căderea comunismului, și începutul destrămării Iugoslaviei, această entitate federală și-a declarat independența și și-a schimbat numele oficial în Republica Macedonia în 1991. De atunci și până în iunie 2018, utilizarea numelui Macedonia a fost subiect de dispută între Grecia și Republica Macedonia⁠(d).
Acordul de la Prespa⁠(d) a dus la schimbarea numelui țării în Republica Macedonia de Nord opt luni mai târziu. Un referendum național⁠(d) consultativ pe această chestiune a fost aprobat de 90% din votanți, dar nu a avut prezența la urne de 50% din cauza unui boicot, decizia finală de ratificare rămânând în seama parlamentului. Acesta a aprobat schimbarea de nume la 19 octombrie, cu o majoritate de două treimi. Votul pentru modificarea propriu-zisă a constituției și schimbarea numelui țării a avut loc la 19 ianuarie 2019, iar amendamentul a intrat în vigoare la 12 februarie, după ratificarea acordului de la Prespa și a Protocolului de aderare a Macedoniei de Nord la NATO de către Parlamentul Grec⁠(d).

## Istoria

### Perioada antică și romană

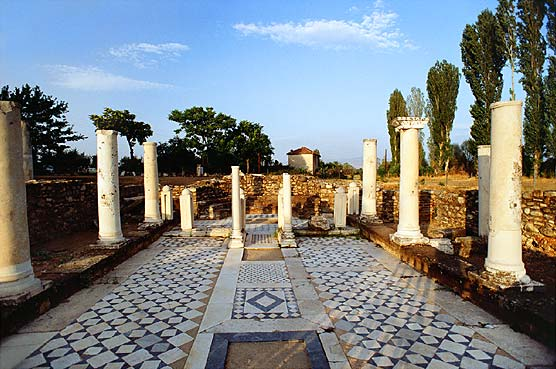
, oraș fondat de către Filip al II-lea Macedon în secolul al IV-lea î.e.n.: ruinele „micii basilici” bizantine

Macedonia de Nord corespunde aproximativ cu vechiul regat Paeonia, care se afla în vecinătatea nordică a vechiului regat al Macedoniei. Paeonia era locuită de paeoni, un popor tracic, în timp ce nord-vestul era locuit de dardani, iar sud-vestul de triburi cunoscute din punct de vedere istoric ca enchelae, pelagoni și lyncestae; ultimele două sunt în general considerate a fi triburi molossice din grupul grecesc nord-vestic, în timp ce primele două sunt considerate ilire.
La sfârșitul secolului al VI-lea î.e.n., perșii ahemenizi în frunte cu Darius cel Mare i-au cucerit pe paeoni, incluzând teritoriul actual al Republicii Macedonia de Nord în vastul lor imperiu. După înfrângerea în a doua invazie persană a Greciei, la 479 î.e.n., perșii s-au retras în cele din urmă din teritoriile europene.
În 356 î.e.n., Filip al II-lea Macedon a integrat regiunile Macedonia Superioară (Lynkestis și Pelagonia) și partea de sud a Paeoniei (Deuriopus) în regatul Macedoniei. Fiul lui Filip, Alexandru cel Mare, a cucerit restul regiunii, și a încorporat-o în imperiul său, ajungând în nord până la Scupi, dar orașul și zona înconjurătoare au rămas parte a Dardaniei.
Romanii au înființat Provincia Macedonia în 146 î.e.n. Până în vremea lui Dioclețian, provincia a fost împărțită între Macedonia Prima, în partea de sud, care cuprinde cele mai mare parte din regatul Macedoniei, și Macedonia Salutaris (denumită și Macedonia Secunda, „ a doua Macedonie”), la nord, cuprinzând parțial Dardania și întreaga Paeonie; mare parte a teritoriului modern al țării se afla în cea din urmă, cu capitala în orașul Stobi. Expansiunea romană a adus zona Scupi sub dominație romană în timpul lui Domițian (81-96 e.n.), care a inclus-o în provincia Moesia. În timp ce greaca a rămas limba dominantă în partea de est a Imperiului Roman, în zona de nord a Macedoniei s-a extins într-o oarecare măsură și latina.

### Evul Mediu și perioada otomană

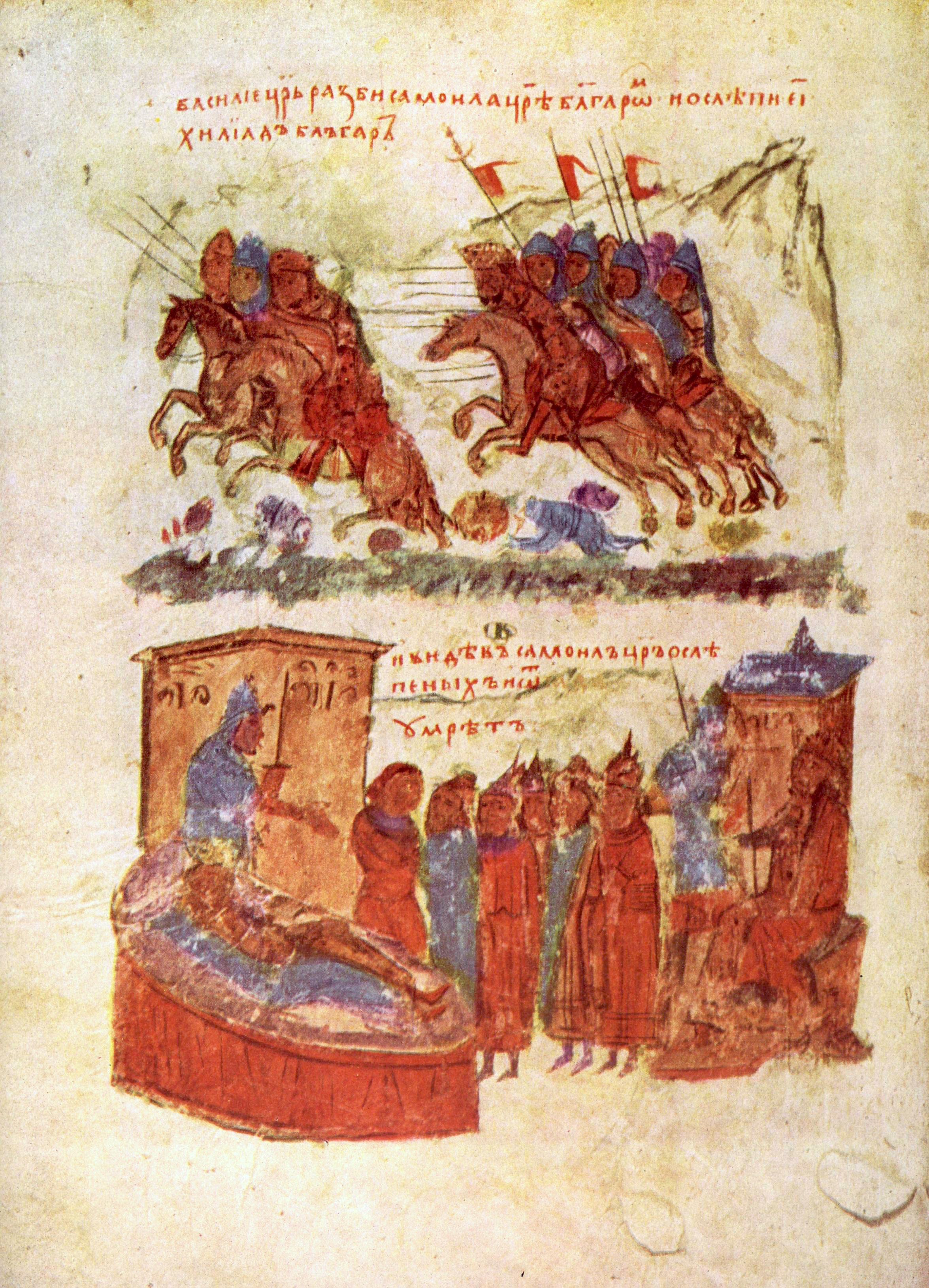
Miniatură din Cronica lui Manasses, ce ilustrează înfrângerea lui Samuil în fața lui Vasile al II-lea și întoarcerea soldaților săi orbiți.

Popoarele slave s-au stabilit în regiunea Balcanilor, inclusiv în actuala Macedonie de Nord la sfârșitul secolului al VI-lea e.n. În anii 580 literatura bizantină atestă raiduri slave în teritoriile bizantine din regiunea Macedonia, mai târziu și cu ajutorul bulgarilor. Documente istorice arată că pe la 680, un grup de bulgari, slavi și bizantini în frunte cu un bulgar pe nume Kuber s-au stabilit în regiunea Câmpiei Keramisiene, care își are centrul în orașul Bitola. Se pare că domnia lui Presian coincide cu extinderea controlului bulgar asupra triburilor slave din Macedonia și din jurul ei. Popoarele slave care s-au stabilit în regiunea Macedoniei au asimilat cea mai mare parte din autohtoni (iliri, traci, greci, coloniști romani (vlahi) și s-au convertit la creștinism în preajma secolului al IX-lea, în timpul domniei țarului Boris I al Bulgariei.
În 1014 împăratul Bizantin Vasile al II-lea a învins armatele țarului Samuil al Bulgariei, și în patru ani bizantinii și-au redobândit controlul asupra Balcanilor (inclusiv asupra Macedoniei), pentru prima dată după secolul al VII-lea. Cu toate acestea, de la sfârșitul secolului al XII-lea, declinul Bizanțului a făcut ca regiunea să fie revendicată de către diverse entități politice, inclusiv cu o scurtă ocupație normandă în anii 1080.
Spre sfârșitul secolului al XII-lea puterea bizantină în vestul Balcanilor începuse să scadă. În ultimii ani ai secolului al XIX-lea, astfel, vlahul Dobromir-Chrysus și bulgarul Ivanko-Alexius au colaborat cu Bizantinii, dar apoi s-au răzvrătit împotriva acestora. Primul a ajuns comandant militar în regiunea dintre râurile Strymon și Vardar și a obținut recunoașterea autonomiei sale în respectivul teritoriu. Pericle Papahagi a scris că meglenoromânii din Macedonia ar fi urmașii ducatului condus de Cruș (Chrysus), „care se întindea la părțile meridionale ale Bulgariei de vest și ale Sârbiei de azi.” La începutul secolului al XIII-lea, un Imperiu Bulgar revitalizat a cucerit regiunea. Afectat de dificultăți politice, imperiul nu a durat mult timp, iar regiunea a revenit sub control bizantin în secolul al XIV-lea. În acel veac, aceasta a fost inclusă și în Imperiul Sârbilor, aceștia considerându-se eliberatori ai neamurilor lor slave de sub despotismul bizantin. Skopje a devenit capitala imperiului condus de țarul Ștefan Dușan.
După moartea lui Dușan, succesorul acestuia a fost unul slab, și de luptele pentru putere dintre nobilii au împărțit din nou Balcanii. Aceste evenimente au coincis cu pătrunderea turcilor otomani în Europa. Domnul Prilepului a fost suveran pentru scurtă durată într-un stat rezultat după prăbușirea Imperiul Sârb în secolul al XIV-lea. Treptat, întreaga regiune a Balcanilor centrali a fost cucerită de Imperiul Otoman și a rămas sub dominație turcească timp de cinci secole ca parte a eyaletului Rumelia. Numele Rumelia (în turcă Rumeli) înseamnă în turcă „țara romanilor”, cu referire la teritoriile cucerite de turcii otomani de la Imperioul Bizantin (Imperiul Roman de Răsărit). De-a lungul acestor secole, elayetul Rumelia a fost redus în întindere prin reforme administrative, până când a ajuns în secolul al XIX-lea să acopere o regiune a Albaniei centrale și vestul Macedoniei de Nord, având capitala la Manastir, actualul Bitola. Elayetul Rumelia a fost desființat în 1867 iar teritoriul actual al țării a devenit parte a vilayetului Manastir până la sfârșitul dominației otomane în 1912.

### Naționalismul macedonean

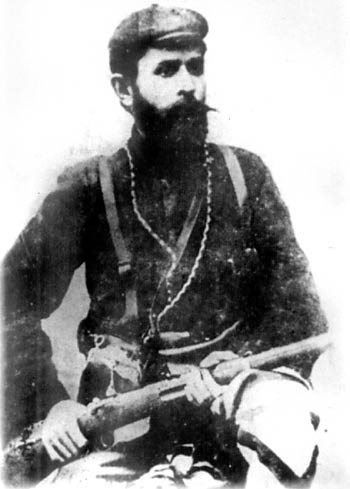
, președintele efemerei din timpul Răscoalei de Sfântul Ilie

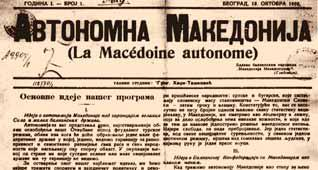
Periodicul Avtonomna Makedonia, Belgrad, 1905

În contextul începutului Renașterii Naționale Bulgare în secolul al XVIII-lea, mulți dintre reformatorii din această mișcare proveneau din regiunea Macedoniei. Între ei se numărau Frații Miladinov, Rajko Žinzifov, Joakim Krčovski, Kiril Pejčinoviḱ și alții. Episcopiile de la Skopje, Debar, Bitola, Ohrid, Veles și Strumica au votat să adere la Exarhatul Bulgar după înființarea acestuia în 1870.
Mai multe mișcări ale căror obiective au fost crearea unei Macedonii autonome, care ar fi cuprins întreaga regiune a Macedoniei, au început să apară în secolul al XIX-lea; cea mai veche dintre acestea a fost Organizația Revoluționară Macedoneană, care mai târziu avea să devină Organizația Revoluționară Secretă Macedonia-Adrianopol (SMARO). În 1905, ea a primit numele de Organizația Revoluționară Internă Macedonia-Adrianopol (ORIMA), și, după Primul Război Mondial, ea s-a separat în Organizația Revoluționară Internă Macedoneană (ORIM) și Organizația Revoluționară Internă Tracă (ITRO).
În primii ani de existență a organizației, ea era deschisă exclusiv bulgarilor, dar mai târziu acesta a fost deschisă tuturor locuitorilor Turciei Europene, indiferent de naționalitate sau religie. Majoritatea membrilor săi erau însă bulgari macedoneni. În 1903, ORIM a organizat Răscoala de Sfântul Ilie-Schimbarea la Față împotriva otomanilor, răscoală care, după unele realizări de la început, între care proclamarea „Republicii de la Kruševo”, a fost zdrobită cu multe pierderi de vieți omenești. Răscoala este considerată, împreună cu Republica de la Kruševo, piatră de temelie și precursoare a înființării statului macedonean. Conducătorii răscoalei de Sfântul Ilie sunt venerați ca eroi naționali în Macedonia de Nord. Numele revoluționarilor ORIM ca Goțe Delcev, Pitu Guli, Dame Gruev⁠(d) și Iane Sandanski⁠(d) sunt menționate în versurile imnului național al Macedoniei de Nord „Denes nad Makedonija” („Astăzi peste Macedonia”). Ziua națională a Macedoniei de Nord, Ziua Republicii⁠(d), se sărbătorește pe 2 august (Sfântul Ilie pe stil vechi), ziua răscoalei de Sfântul Ilie.

### Regatele Serbiei și Iugoslaviei

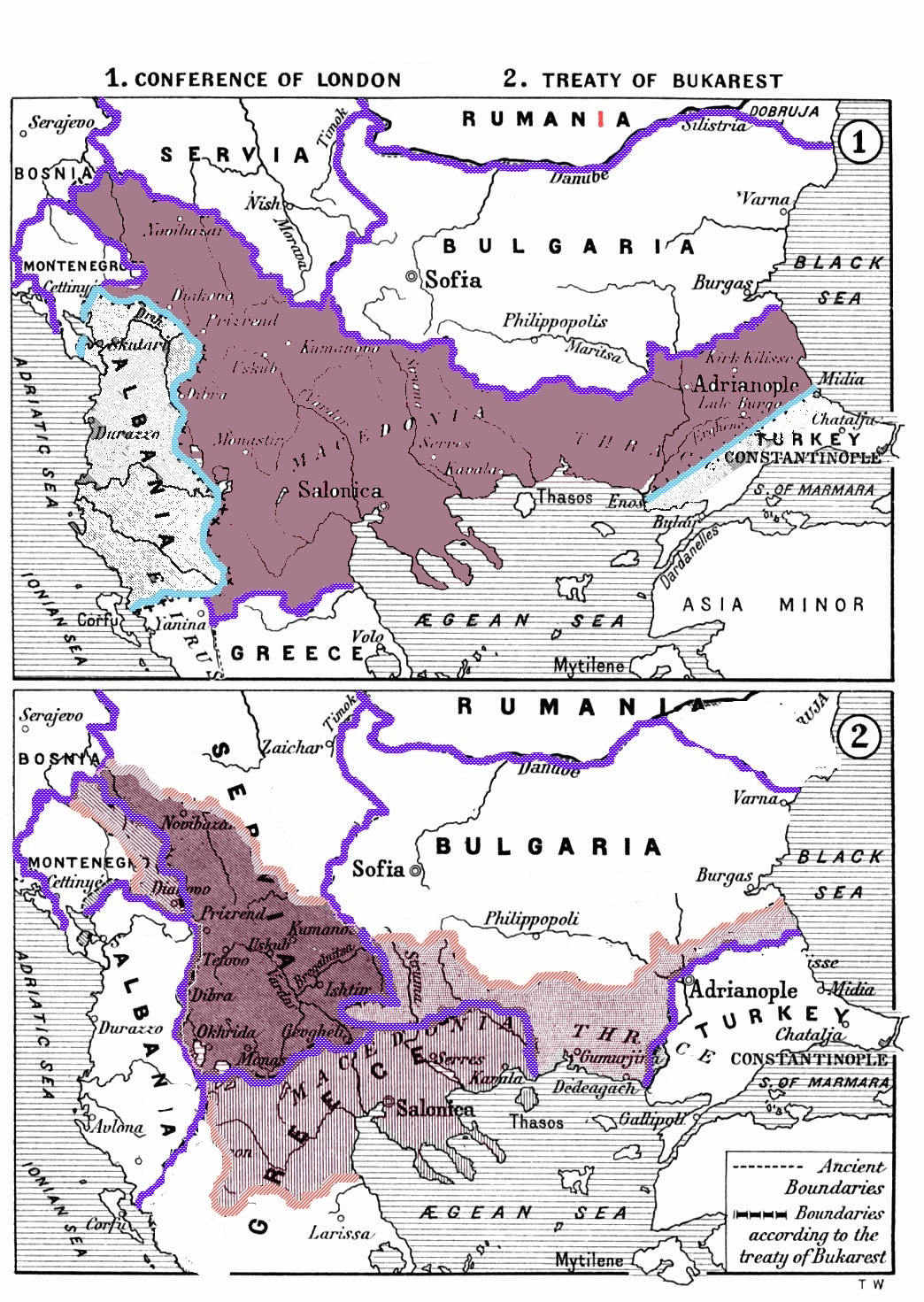
Împărțirea regiunea Macedoniei după Războaiele Balcanice în conformitate cu Tratatul de la București

În urma celor două Războaie Balcanice din 1912 și 1913, și a destrămării Imperiului Otoman, cele mai multe dintre teritoriile deținute de acesta în Europa au fost împărțite între Grecia, Bulgaria și Serbia. Teritoriul statului macedonean actual a fost anexat de către Serbia și botezat Južna Srbija, „Serbia de Sud”. În urma acestei divizări, în teritoriile aflate sub control grecesc și sârbesc s-a lansat o campanie antibulgară. 641 de școli și 761 de biserici bulgărești au fost închise de către sârbi, în timp ce clericii și învățătorii exarhiști au fost expulzați. Utilizarea limbii bulgare (inclusiv toate dialectele ei macedonene) a fost interzisă.
În toamna anului 1915, Bulgaria s-a alăturat Puterilor Centrale în Primul Război Mondial și a cucerit majoritatea teritoriului de azi al Republicii Macedonia. După sfârșitul Primului Război Mondial, zona a revenit sub control sârbesc, ca parte a nou formatului Regat al Sârbilor, Croaților și Slovenilor și a trecut prin reintroducerea măsurilor antibulgare din prima ocupație (1913-1915): din nou, clericii și dascălii bulgari au fost expulzați, semnele și cărțile în limba bulgară eliminate, și toate organizațiile bulgărești dizolvate.
Guvernul sârb a urmărit o politică de sârbizare forțată în regiune, ceea ce a inclus reprimarea sistematică a activiștilor bulgari, modificarea numelor de familie, colonizări interne, muncă forțată, și propagandă intensă. Pentru a ajuta la punerea în aplicare a acestei politici, circa 50.000 de soldați și jandarmi sârbi au fost staționați în Macedonia. Până la 1940, au fost înființate circa 280 de colonii sârbești (cuprinzând 4.200 de familii) ca parte a programului de colonizare internă organizat de guvernul de la Belgrad (planurile inițiale aveau în vedere stabilirea a 50.000 de familii în Macedonia).

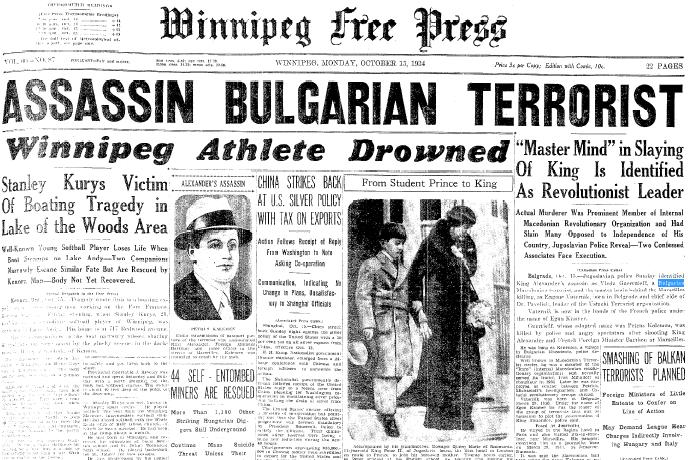
Prima pagină din ' din data de, anunțând asasinarea regelui Alexandru I al Iugoslaviei de către membrul ORIM. Regele a fost luat în colimator de organizație din cauza politicilor sale dure împotriva bulgarilor macedoneni după războaiele balcanice.

În 1929, Regatul a fost redenumit oficial Regatul Iugoslaviei și împărțit în provincii numite banovine. Anterioara „Serbie de Sud”, inclusiv tot ceea ce este acum Republica Macedonia de Nord, a luat numele de banovina Vardar.
Conceptul de Macedonia Unită a fost folosit de către Organizația Revoluționară Internă Macedoneană (ORIM) în perioada interbelică. Liderii săi – între care Todor Aleksandrov, Aleksandăr Protogherov și Ivan Mihailov – au promovat independența teritoriului macedonean împărțit la acea dată între Serbia și Grecia pentru întreaga populație, indiferent de religie și etnie. Guvernul bulgar al lui Aleksandăr Malinov a oferit în 1918 să cedeze Macedonia Pirinului pentru acest scop după Primul Război Mondial, dar Marile Puteri nu au adoptat această idee, pentru că Serbia și Grecia s-au opus. În 1924, Internaționala Comunistă a sugerat ca toate partidele comuniste din Balcani să adopte o platformă de pentru „Macedonia Unită”, dar propunerea a fost respinsă de comuniștii bulgari și greci.
ORIM a declanșat un război de insurgență în banovina Vardar, împreună cu Organizația Revoluționară Secretă a Tineretului Macedonean, care a efectuat și atacuri de gherilă împotriva administrației și ofițerilor sârbi. În 1923, la Štip, a fost înființată o organizație paramilitară numită „Asociația împotriva Bandiților Bulgari” de către sârbi cetnici, foști membri ai ORIM acum dezertați, precum și membri ai Organizației Federative Macedonene (MFO) ca mișcare de opoziție față de ORIM și MMTRO.
Ideile macedoniste au cunoscut o resurgență în perioada interbelică, în Macedonia Vardarului din Iugoslavia, dar și în sânul diasporei din Bulgaria, și au fost susținute de către Comintern. În 1934, acesta a emis o rezoluție specială în care se dădeau pentru prima dată instrucțiuni privind recunoaștea existenței unui popor macedonean separat și a unei limbi macedonene.

### Al Doilea Război Mondial
În timpul celui de al Doilea Război Mondial, Iugoslavia a fost ocupată de Puterile Axei din 1941 până în 1945. Banovina Vardarului a fost împărțită între Bulgaria și Albania aflată sub ocupație italiană. Au fost înființate Comitetele Bulgare de Acțiune pentru a pregăti regiunea în vederea noii administrații și prezenței armate bulgare. Comisiile erau în mare parte formate din foști membri ai ORIM, dar au participat și unii comuniști, cum ar fi Panko Brașnarov, Strahil Ghigov și Metodi Șatorov.
Ca lider al comuniștilor din Macedonia Vardarului, Șatorov a trecut de la Partidul Comunist Iugoslav la Partidul Comunist Bulgar și a refuzat să înceapă acțiuni militare împotriva armatei bulgare. Autoritățile bulgare, sub presiunea germană, s-au făcut responsabile de deportarea a peste 7.000 de evrei din Skopje și Bitola. Regimul dur de ocupație i-a încurajat pe mulți macedoneni să sprijine mișcarea de rezistență comunistă a partizanilor conduși de Josip Broz Tito după 1943, și a urmat astfel Războiul de Eliberare Națională, forțele germane fiind alungate din regiune până la sfârșitul anului 1944.
După lovitura de stat din Bulgaria din 1944, trupele bulgare din Macedonia Vardarului, înconjurate de forțele germane s-au luptat să-și facă drum înapoi spre vechile frontiere ale Bulgariei. Sub conducerea noului guvern bulgar pro-sovietic, patru armate, cu un efectiv de 455.000 de oameni, s-au mobilizat și s-au reorganizat. Majoritatea au reintrat la începutul lui octombrie 1944 în Iugoslavia ocupată și au înaintat de la Sofia spre Niš, Skopje și Priștina cu misiunea strategică de a bloca retragerea forțelor germane din Grecia. Obligat de către Uniunea Sovietică, a cărei conducere își imagina crearea unei mari Federații a Slavilor de Sud, guvernul bulgar s-a oferit din nou în 1945 să cedeze Macedonia Pirinului unei astfel de Macedonii Unite.

### Perioada Iugoslaviei socialiste

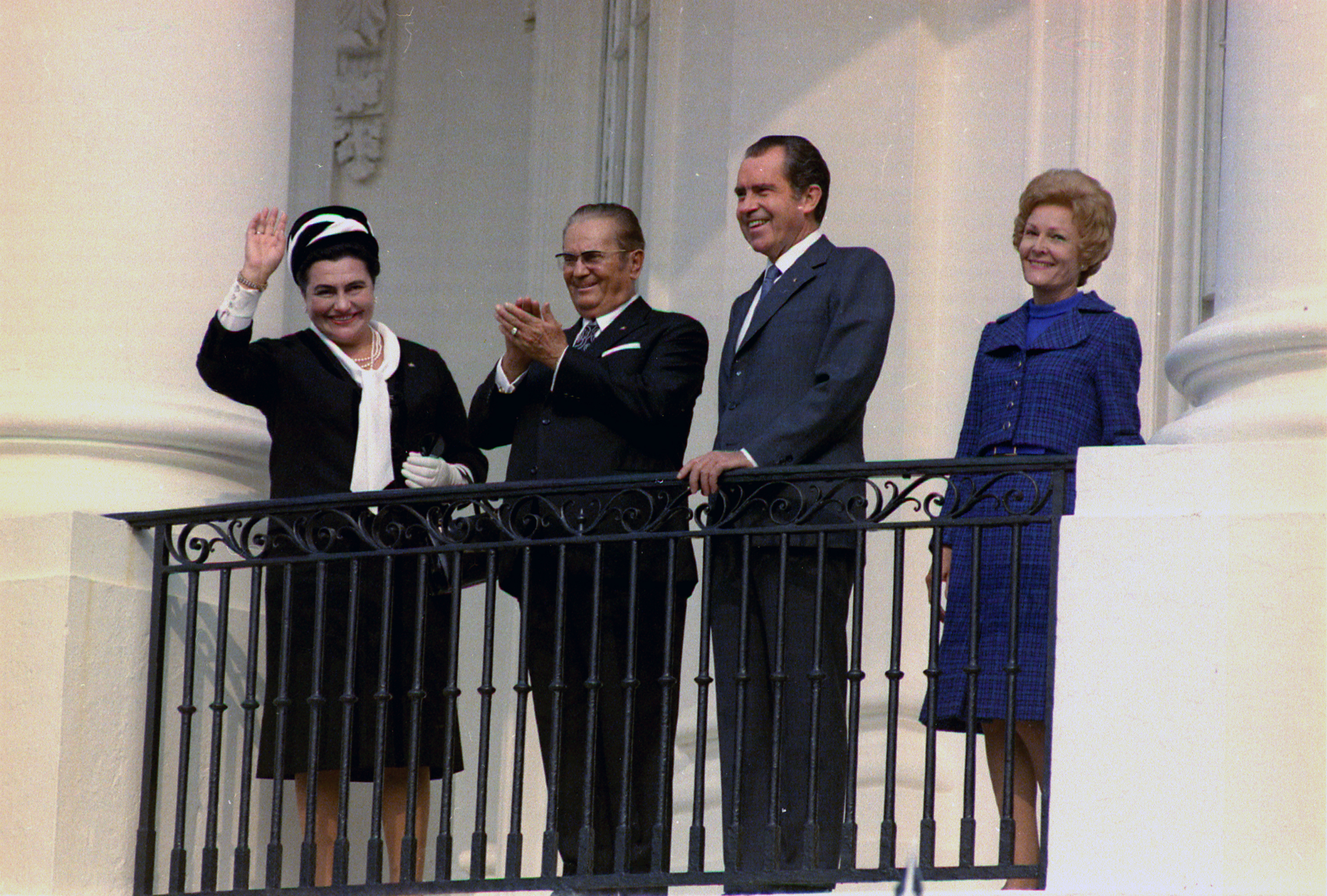
Josip Broz Tito a fost conducătorul Iugoslaviei între 1944 și 1980. În imagine: Tito cu președintele SUA Richard Nixon la Casa Albă, 1971.

În 1944, Adunarea Antifascistă pentru Eliberarea Națională a Macedoniei (ASNOM) a proclamat Republica Populară Macedonia, ca parte a Republicii Populare Federale Iugoslavia. ASNOM a acționat ca guvern al țării până la sfârșitul războiului. Alfabetul macedonean a fost codificat de către lingviștii ASNOM, pe baza alfabetului fonetic al lui Vuk Stefanović Karadžić și pe principiile lui Krste Petkov Misirkov.
Noua republică a devenit una dintre cele șase republici componente ale federației iugoslave. După schimbarea numelui federației în Republica Socialistă Federativă Iugoslavia, în 1963, și Republica Populară Macedonia a luat numele de Republica Socialistă Macedonia. În timpul războiului civil din Grecia (1946-1949), insurgenți macedoneni comuniști i-au susținut pe comuniștii greci. Mulți refugiați au fugit din Grecia în Republica Socialistă Macedonia. Statul a renunțat la denumirea de „Socialistă” din numele său în anul 1991, când s-a separat pe cale pașnică de Iugoslavia.

### Declarația de independență
Țara sărbătorește oficial ziua de 8 septembrie 1991 drept Ziua Independenței (macedoneană Ден на независноста, Den na nezavisnosta), aniversând referendumul care a aprobat independența față de Iugoslavia, deși acesta a legalizat și o participare a țării la o viitoare reunire a fostelor state iugoslave. Aniversarea izbucnirii Răscoalei de Sfântul Ilie, pe 2 august, este sărbătorită și ea la nivel oficial drept Ziua Republicii.
Robert Badinter, șef al Comisiei de Arbitraj a Conferinței de Pace pentru fosta Iugoslavie, a recomandat CE recunoașterea independenței țării în ianuarie 1992.

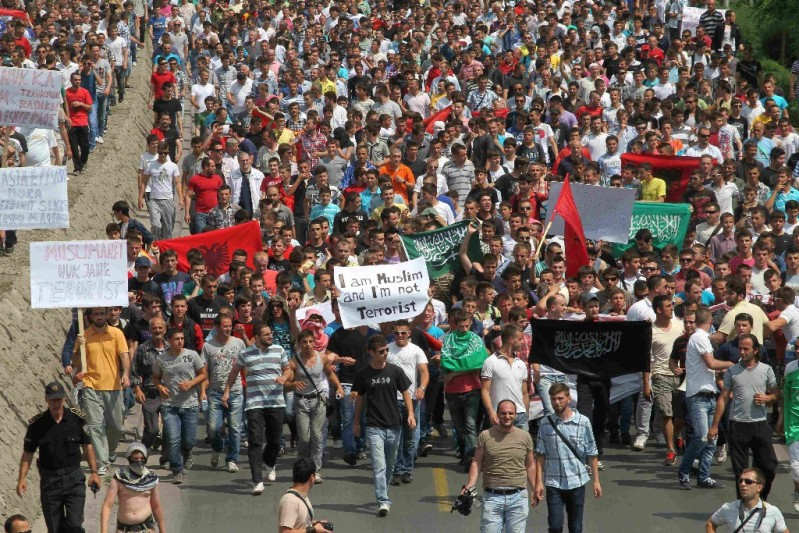
Violențe interetnice în Macedonia de Nord în 2012

Macedonia a rămas liniștită de-a lungul Războaielor Iugoslave din anii 1990. S-au convenit câteva rectificări minore de frontieră cu Iugoslavia pentru a rezolva problemele cu linia de demarcație între cele două țări. Cu toate acestea, țara a fost grav destabilizată de Războiul din Kosovo din 1999, când aproximativ 360.000 de etnici albanezi s-au refugiat din Kosovo în Macedonia. Deși aceștia au plecat la scurt timp după război, naționaliștii albanezi de ambele părți ale frontierei au pus mâna pe arme la scurt timp, cerând autonomie sau independență pentru zonele Macedoniei populate majoritar de albanezi.

### Insurgența din 2001
Un conflict a avut loc între guvern și insurgenții etnici albanezi, mai ales în partea de nord și de vest a țării, între lunile februarie și august 2001. Războiul s-a încheiat cu intervenția unei forțe NATO de monitorizare a armistițiului. În conformitate cu termenii Acordului de la Ohrid, guvernul a fost de acord să transfere din puterea politică și să acorde drepturi culturale minorității albaneze. Partea albaneză a fost de acord să renunțe la cererile separatiste și să recunoască toate instituțiile statului macedonean. În plus, în conformitate cu acest acord, NLA s-a dezarmat și a predat armele unei forțe NATO.

### Politica de antichizare
După al Doilea Război Mondial, istoricii macedoneni au început să definească triburile locale din zona actualei Macedonii de Nord drept daco-moesice. Cele mai cunoscute triburi daco-moesice descrise în literatura istorică iugoslavă erau tribalii, dardanii și paeonii. Obiectivul principal al cercetării istorice din Macedonia comunistă era sprijinirea ideii unei presupuse identități peonice pe teritoriul țării, contrar ideilor istorice mainstream despre o separare strictă traco-iliră⁠(d) între teritoriile aproximative ale Bulgariei și Albaniei. Istoriografia macedoneană iugoslavă susținea că posibila legătură între macedonenii nordici actuali și cei antici este în cel mai bun caz accidentală. După independență, comunitatea științifică din noua republică a început să conteste aceste postulate. Noile idei denumite antichizare au început să promoveze o politică identitară menită să fondeze o națiune, și bazată pe o presupusă etnogeneză directă între macedonenii de astăzi și cei antici.
După venirea la putere în 2006, dar mai ales în contextul refuzului NATO de a invita țara să adere în 2008, guvernul VMRO-DPMNE a urmat o poziție de „antichizare” ("Antikvizatzija") ca mijloc de presiune împotriva Greciei, precum și în scop de construire a unei identități naționale pe plan intern. S-au ridicat statui ale lui Alexandru cel Mare și Filip al II-lea prin mai multe orașe din țară. În plus, multe elemente de infrastructură publică, cum ar fi aeroporturi, șosele și stadioane au fost botezate după Alexandru și Filip. Aceste acțiuni au fost primite ca provocări deliberate în Grecia vecină, exacerbând disputa și amânând și mai mult aderarea țării la NATO și UE. Politica a atras critici și pe plan intern și din partea diplomaților europeni, și, după acordul de la Prespa, a fost parțial anulată 2016 de noul guvern SDSM⁠(d) al Macedoniei de Nord. Conform acordului de la Prespa, ambele țări au recunoscut că înțeleg contexte istorice și patrimonii culturale diferite prin termenii „Macedonia” și „macedonean”.

### Acordul de la Prespa, NATO, și drumul spre UE

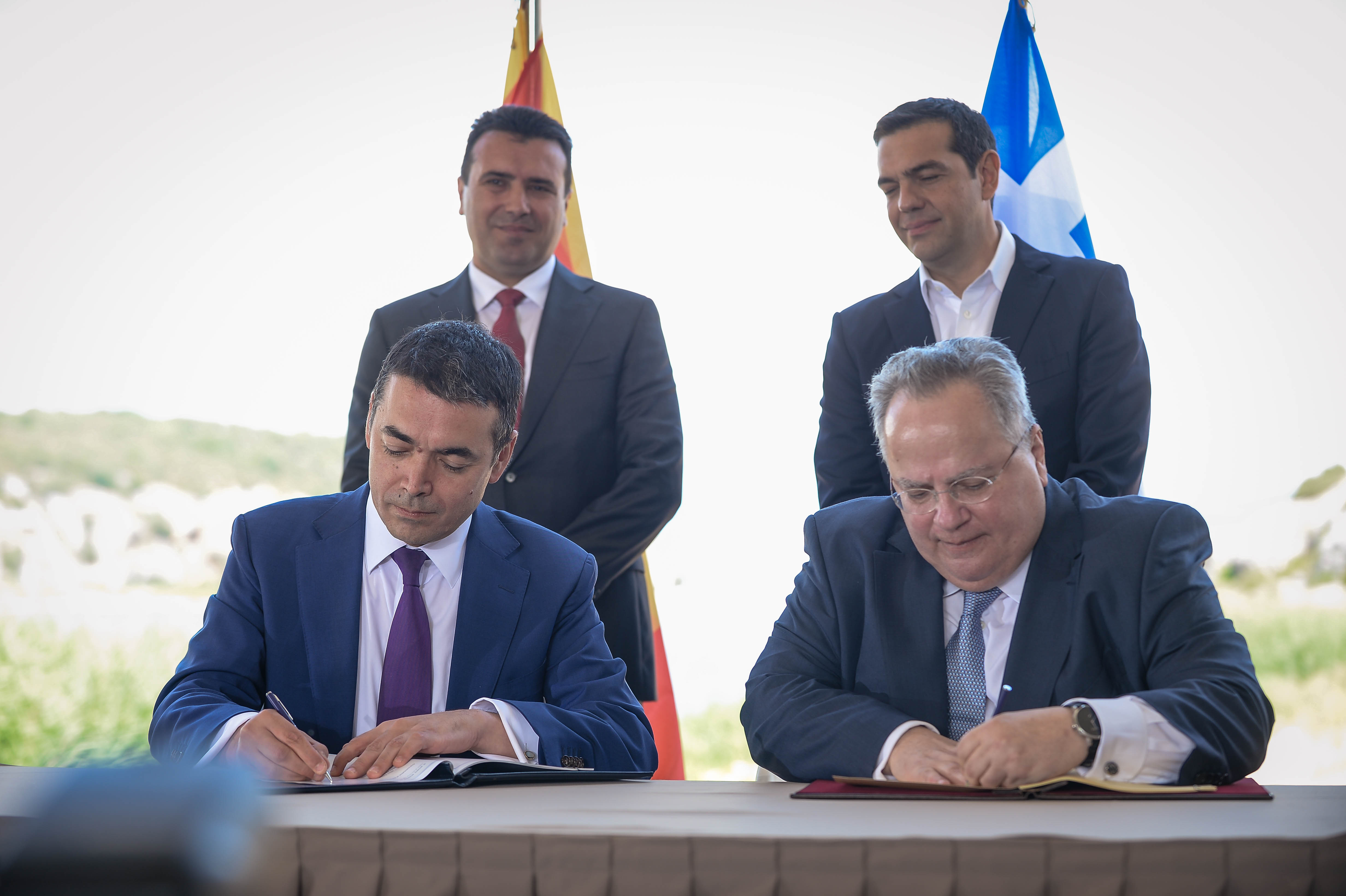
Semnarea simbolică a acordului de la Prespa

Problema numelui țării a rămas una spinoasă: din 1991, Grecia nu a acceptat existența unui stat ce poartă o denumire pe care grecii o considerau parte a patrimoniului lor cultural. Într-un acord temporar din 1995, Grecia a acceptat să recunoască independența țării și să permită aderarea ei la Națiunile Unite sub denumirea de Fosta Republică Iugoslavă a Macedoniei, denumire care să apară în actele internaționale, dar a continuat să blocheze aderarea țării la NATO și Uniunea Europeană timp de încă un deceniu și jumătate.
Acordul de la Prespa, care înlocuiește Acordul Temporar din 1995, a pus capăt conflictului, soluția găsită fiind ca Republica Macedonia să își schimbe denumirea în Macedonia de Nord. Acordul a fost semnat la 17 iunie 2018 într-o ceremonie la nivel înalt în satul grecesc de frontieră Psarades de pe Lacul Prespa, de cei doi miniștri de externe, Nikola Dimitrov și Nikos Kotzias în prezența prim-miniștrilor, Zoran Zaev și Alexis Tsipras, și a reprezentantului special al ONU Matthew Nimetz, a subsecretarului general pentru afaceri politice al SUA, Rosemary DiCarlo, a înaltului reprezentant al UE pentru afaceri externe și politică de securitate Federica Mogherini, și al comisarului european pentru lărgire și politica de vecinătate, Johannes Hahn. După ceremonie, Tsipras și omologul său macedonean, au trecut granița în partea macedoneană a Lacului Prespa pentru un dineu în satul Oteševo, un gest simbolic, fiind prima dată când un șef de guvern grec a intrat în Republica Macedonia după declararea independenței ei în 1991.
Retragerea vetoului Greciei a avut ca rezultat aprobarea de către Uniunea Europeană la 27 iunie a începutului negocierilor de aderare cu Republica Macedonia, inițial în așteptarea ratificării acordului. La 5 iulie, acordul de la Prespa a fost ratificat de parlamentul Macedoniei cu 69 de voturi pentru. La 11 iulie, NATO a invitat Macedonia să înceapă negocierile de aderare pentru a deveni al treizecilea membru al alianței.
Intrarea în vigoare a acordului a fost însă un proces mai îndelungat. Macedonia a ținut un referendum consultativ pe această temă la 30 septembrie. 91% din alegători din cei 37% prezenți au votat pentru, dar el nu a fost validat din cauza neîntrunirii cvorumului de 50%. Astfel, dezbaterea a intrat în parlament, care putea modifica Constituția cu votul a două treimi din parlamentari, adică 80 din cei 120. La 19 octombrie, această majoritate a fost obținută și procesul a fost demarat, modificarea constituției fiind aprobată la 11 ianuarie 2019, cu condiția ratificării de către Grecia.
A rămas astfel problema ratificării de către Grecia. După ce a cerut și a obținut un vot de încredere al Parlamentului, prim-ministrul Tsipras a continuat cu ratificarea, pe care a obținut-o la 25 ianuarie 2019, cu un vot la limită: 153 pentru, 146 împotrivă, și o abținere.
La 6 februarie 2019 a fost semnat la Bruxelles protocolul de aderare a Macedoniei de Nord la NATO, ratificat de Parlamentul grec la 8 februarie.
La 12 februarie 2019, ca urmare a ratificării sale de către ambele state, a intrat în vigoare Acordul de la Prespa, denumirea constituțională a Republicii Macedonia devenind astfel în mod oficial Macedonia de Nord.
Macedonia de Nord a devenit cel de-al 30-lea stat membru al NATO, la 27 martie 2020.

## Geografie

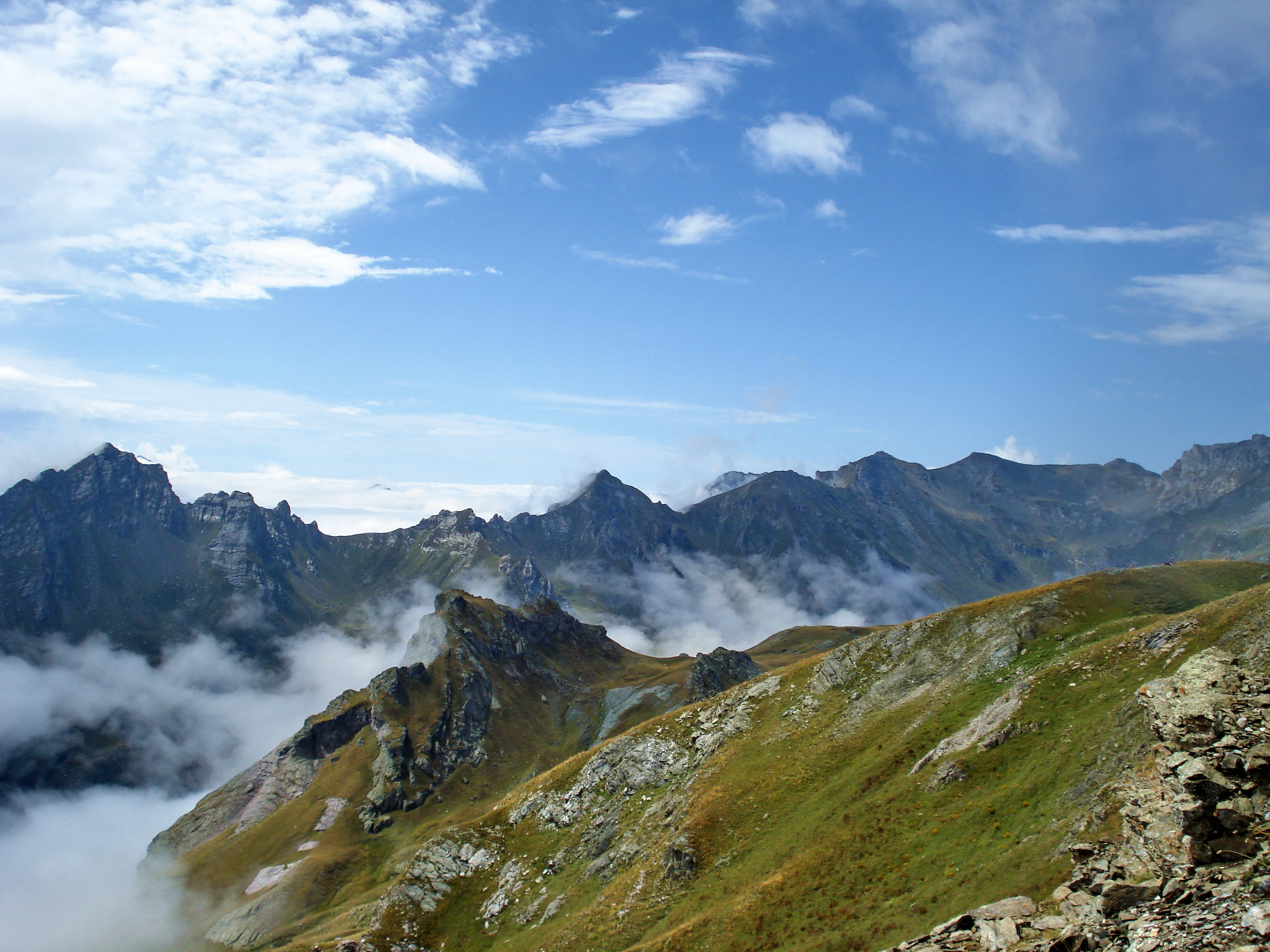
Muntele Korab, cel mai înalt munte din Macedonia

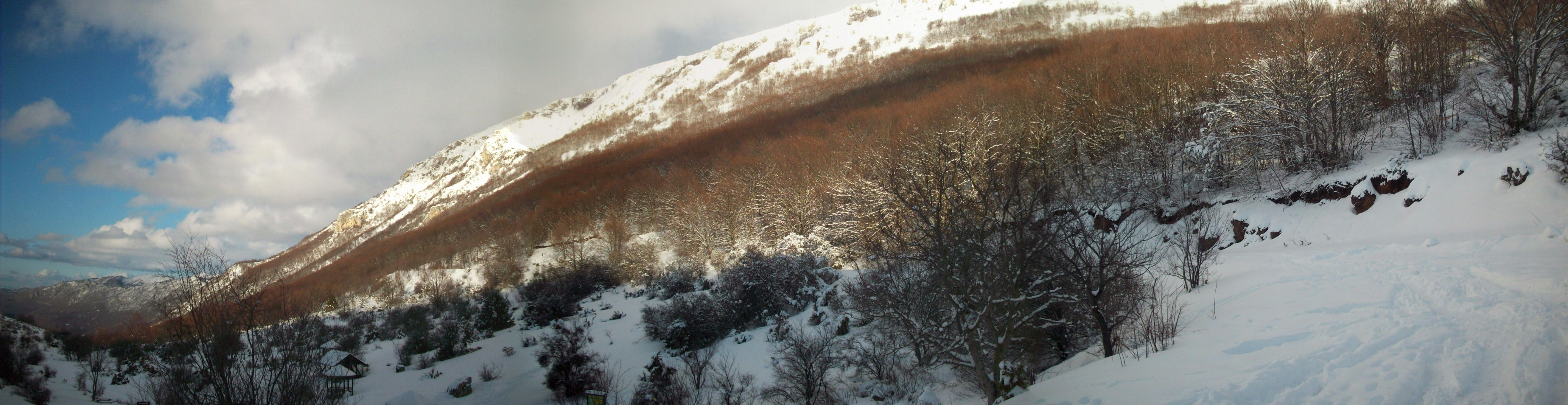
, vedere dinspre Korita

Macedonia de Nord are o suprafață totală de 25.713 km2 și se află între paralelele de 40° și 43° N, și în principal între meridianele de 20° și 23° E (o mică zonă se află la est de 23°). Lungimea frontierelor Macedoniei de Nord este de circa 748 km, dintre care 62 km cu Serbia la nord, 159 cu Kosovo la nord-vest, 148 km cu Bulgaria la est, 228 km cu Grecia la sud, și 151 km cu Albania la vest. Este o țară de tranzit pentru transportul de mărfuri din Grecia, prin Balcani, către Europa de Est, de Vest și Centrală și, prin Bulgaria, către est. Face parte dintr-o regiune mai mare, denumită Macedonia, care include și Macedonia grecească și regiunea Blagoevgrad din sud-vestul Bulgariei.

### Relieful
Macedonia de Nord este o țară fără ieșire la mare, care este definită clar din punct de vedere geografic de valea râului Vardar aflată în centrul țării și încadrată de-a lungul frontierelor sale de lanțuri muntoase. Relieful este în mare parte accidentat, situat între Munții Šar și Osogovo, care încadrează valea Vardarului. Trei mari lacuri — Lacul Ohrid, Lacul Prespa și Lacul Dojran — se află la granița de sud, fiind traversate de frontierele cu Albania și cu Grecia. Ohridul este considerat a fi unul dintre cele mai vechi lacuri și biotopuri din lume. Regiunea este activă din punct de vedere seismic și a fost în trecut locul unor cutremure distructive, cel mai recent în 1963 când orașul Skopje a fost puternic afectat de un cutremur major, în care au murit peste 1.000 de persoane.
Macedonia de Nord are și zone turistice montane. Ele fac parte din două lanțuri muntoase: primul sunt Munții Šar, care continuă spre grupa Vardarul de Vest/Pelagonia (Muntele Baba, Munții Voras, Kozuf și Jakupica), care face parte din lanțul mai mare al Alpilor Dinarici. Cel de-al doilea lanț muntos este Osogovo-Balasica, parte a Munților Rodopi. Munții din masivul Šar și din grupa Vardarul de Vest/Pelagonia sunt mai tineri și mai înalți decât munții mai bătrâni din grupa Osogovo-Balasica. Muntele Korab din Munții Šar, aflat la granița cu Albania, este cel mai înalt vârf din Macedonia de Nord, având 2764 m.

### Hidrografie

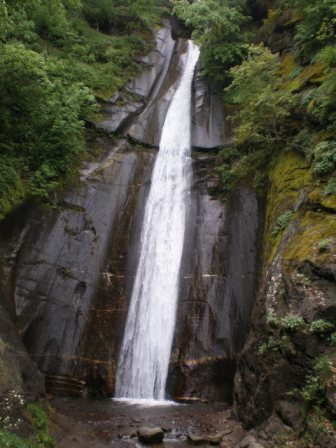

În Macedonia de Nord sunt 1.100 de izvoare mari. Râurile se varsă în trei bazine hidrografice: Marea Egee, Marea Adriatică și Marea Neagră.
Bazinul Mării Egee este cel mai mare din Macedonia de Nord. Acesta acoperă 87% din teritoriul țării, adică 22075 km². Vardarul, cel mai mare râu din acest bazin, strânge apele de pe 80% din teritoriul său, adică de pe o arie de 20459 km². Valea acestuia joacă un rol important în economie și în sistemul de comunicații al țării. Proiectul numit „Valea Vardarului” este considerat a fi crucial pentru dezvoltarea strategică a țării.
Râul Drinul Negru formează bazinul Adriaticii, care acoperă o suprafață de aproximativ 3320 km², respectiv, 13% din teritoriu. Primește apă din Lacurile Prespa și Ohrid.
Bazinul Mării Negre este cel mai mic din țară, având doar 37 km². Acesta acoperă versantul nordic al Muntelui Skopska Crna Gora. Aici izvorăște râul Binačka Morava, ale cărui ape se varsă în Morava, și mai departe, pe teritoriul Serbiei, în Dunăre, care se varsă în Marea Neagră.
Macedonia de Nord are circa cincizeci de iazuri și trei lacuri naturale, Lacul Ohrid, Lacul Prespa și Lacul Dojran.
În Macedonia de Nord există nouă stațiuni balneare: Banište, Bania Bansko, Istibanja, Katlanovo, Kežovica, Kosovrasti, Bania Kočani, Kumanovski Banji și Negorci.

### Clima

Harta Macedoniei de Nord cu tipurile de climă după clasificarea Köppen.

Macedonia de Nord are un climat de tranziție de la cel mediteranean la cel continental. Verile sunt calde și uscate, iar iernile sunt moderat de reci. Cantitatea medie anuală de precipitații variază de la 1700 mm, în partea de vest a zonei montane, la 500 mm în zona de est. Există trei mari zone climatice în țară: cea mediteraneană temperată, cea de munte, și cea moderat continentală. De-a lungul văilor râurilor Vardar și Strumica, în regiunile Gevgelija, Valandovo, Dojran, Strumica, și Radoviš, clima este mediteraneană temperată. Cele mai calde regiuni sunt Demir Kapija și Gevgelija, unde temperatura în lunile iulie și august depășește frecvent 40 °C. Clima montană este prezentă în regiunile muntoase și este caracterizată prin ierni lungi cu zăpezi abundente și veri scurte și răcoroase. Primăvara este mai rece decât toamna. Restul țării are o climă continentală moderată, cu veri călduroase și uscate și ierni umede și relativ friguroase.

### Parcuri naționale
Țara are trei parcuri naționale:
| Nume     | Înființare | Dimensiune | Hartă                                                              | Foto |
| -------- | ---------- | ---------- | ------------------------------------------------------------------ | ---- |
| Mavrovo  | 1948       | 731 km²    | Macedonia de Nord se află în Macedonia de Nord · Macedonia de Nord |      |
| Galičica | 1958       | 227 km²    | Macedonia de Nord se află în Macedonia de Nord · Macedonia de Nord |      |
| Pelister | 1948       | 125 km²    | Macedonia de Nord se află în Macedonia de Nord · Macedonia de Nord |      |

## Flora

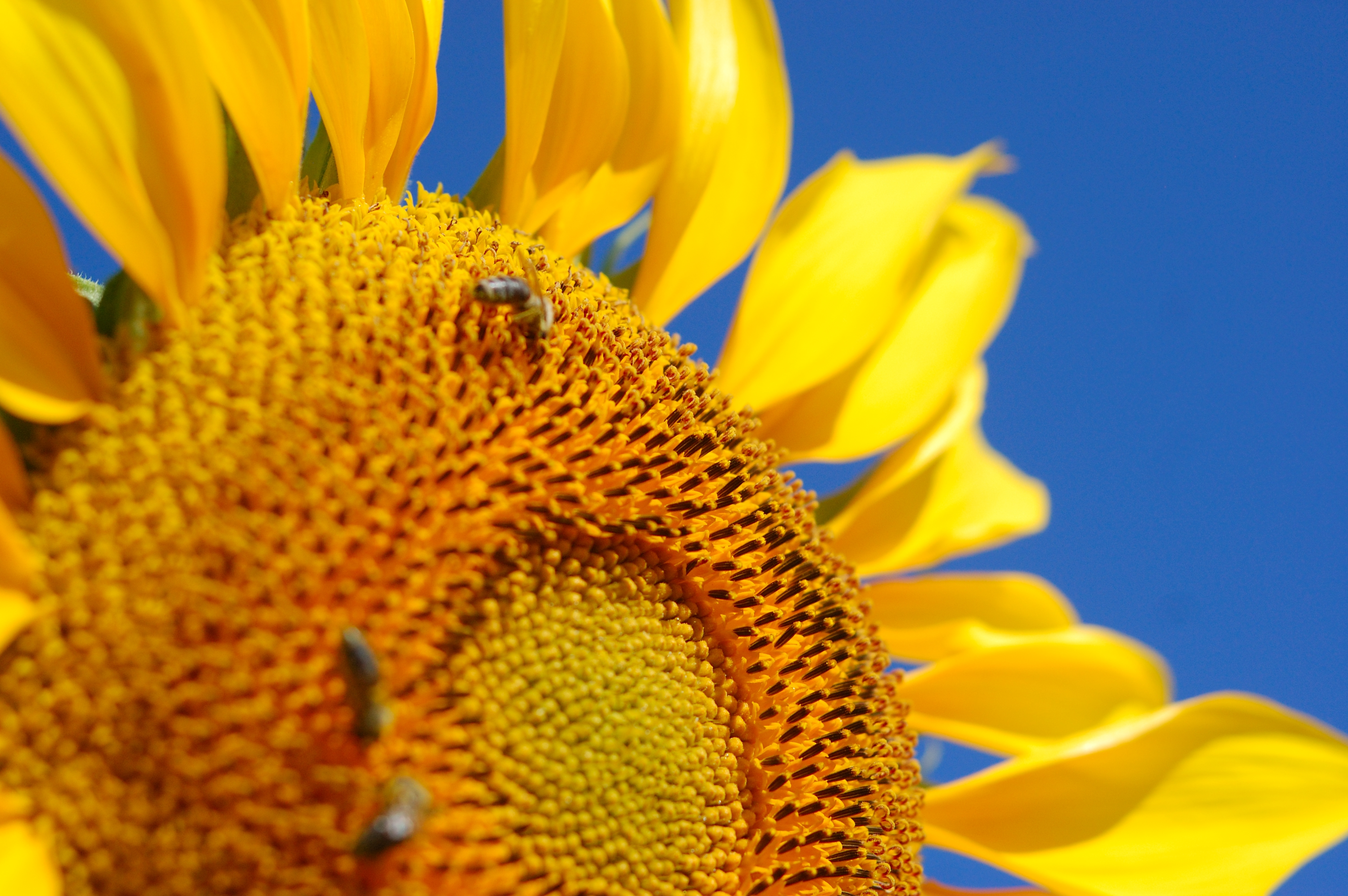
Floarea-soarelui

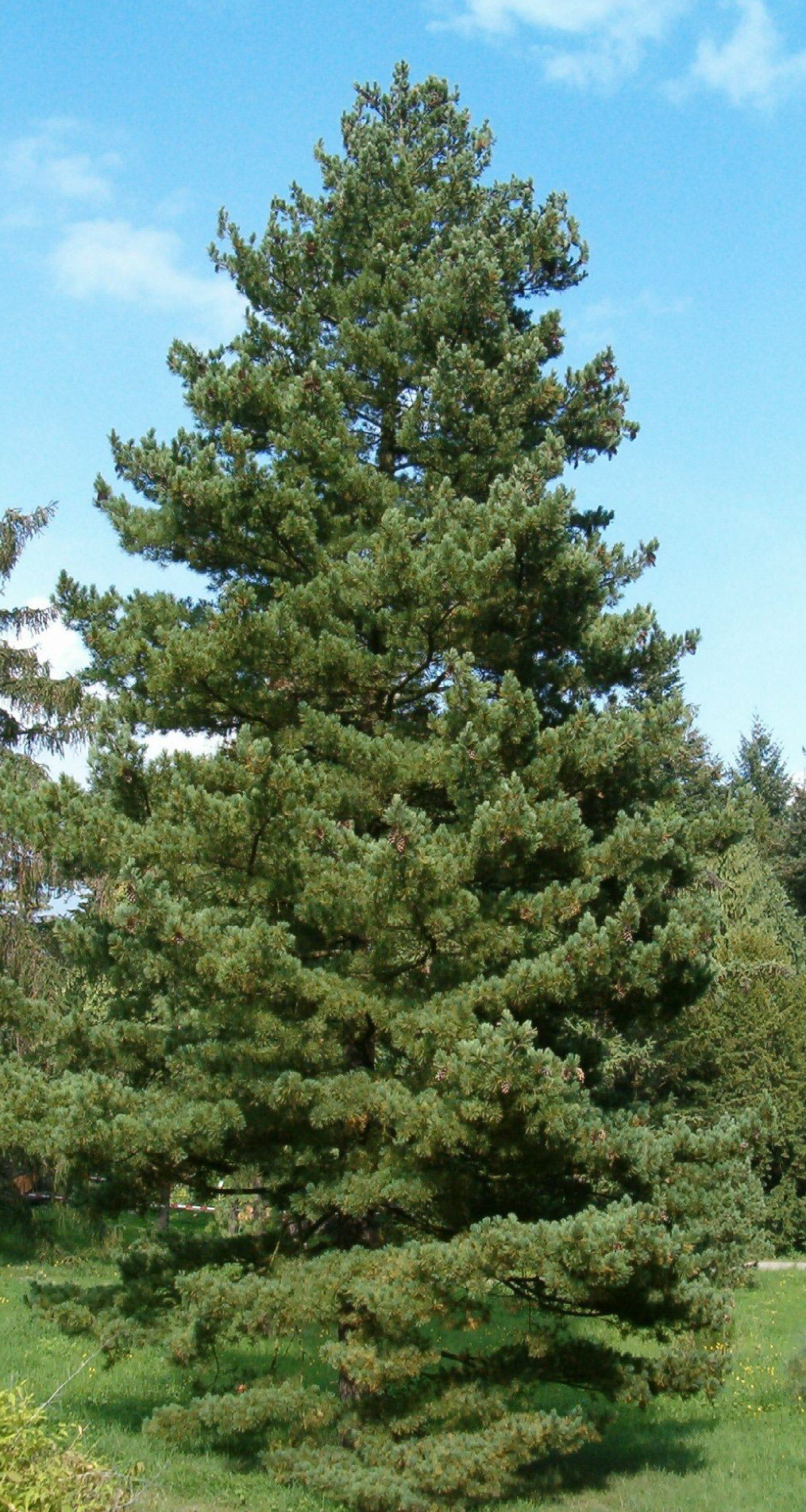
Pinus peuce, pinul macedonean sau molika, unul dintre cei mai ușor de recunoscut copaci din Macedonia de Nord

Flora Macedoniei de Nord este reprezentată de aproximativ 210 familii, 920 de genuri și aproximativ 3.700 de specii de plante. Cele mai abundente grupuri sunt plantele cu flori, cu aproximativ 3200 de specii, urmate de mușchi (350 de specii) și ferigi (42).
Din punct de vedere fitogeografic⁠(d), Macedonia de Nord aparține provinciei Ilire a Regiunii Circumboreale în cadrul Regatului Boreal. Potrivit World Wide Fund (WWF) și Hărții Digitale a Regiunilor Ecologice Europene realizată de Agenția Europeană de Mediu, teritoriul Macedoniei poate fi împărțit în patru ecoregiuni: pădurile de amestec ale Munților Pindului, pădurile de amestec din Balcani, pădurile de amestec din Rodopi, și pădurile mixte și sclerofile de la Marea Egee.
Parcul național Pelister de la Bitola este cunoscut pentru prezența pinului macedonean, endemic aici, precum și a circa 88 de specii de plante reprezentând aproape 30% din dendroflora macedoneană. Pădurile de pin macedonean din Pelister sunt împărțite în două comunități: pădurile de pin cu ferigi și păduri de pin cu ienuperi. Ca specie coniferă specifică, pinul macedonean este o rămășiță din flora terțiară, iar pinul cu cinci ace Molika a fost remarcat prima oară în Pelister în 1893.
Fondul forestier limitat al Macedoniei de Nord include și stejarii macedoneni, paltini, salcii plângătoare, salcii albe, arini, plopi, ulmi și frasini. Pe lângă pășunile bogate din Munții Šar și Bistra, Mavrovo, crește o altă specie caracteristică florei macedonene — macul. Calitatea extrasului de mac⁠(d) este măsurată la nivel mondial în unități de morfină; opiul chinezesc conține opt astfel de unități și este considerat a fi unul de bună calitate, opiul indian conține șapte unități, iar cel turcesc doar șase, în timp ce opiul macedonean conține 14 unități de morfină și este unul dintre cele mai de calitate opiuri din lume.

## Fauna
Fauna din pădurile macedonene este abundentă și include urși, mistreți, lupi, vulpi, veverițe, capre negre și cerbi. Râsul eurasiatic se găsește și el, dar foarte rar, în munții din vestul Macedoniei de Nord, în timp ce cerbii se găsesc în regiunea Demir Kapija. Păsările de pădure sunt reprezentate de silvia cu cap negru, cocoșul de munte, cocoșul de mesteacan, vulturul imperial și bufnița de pădure.
Cele trei lacuri artificiale din țară reprezintă o zonă faunistică separată, dovadă a unei izolări teritoriale și temporale de lungă durată. Fauna Lacului Ohrid este relictă a unei ere mai vechi, iar lacul este cunoscut pentru păstrăvi, coregonus⁠(d), babușcă, precum și pentru anumite specii de melci dintr-un gen vechi de peste 30 de milioane de ani; specii similare pot fi găsite doar în Lacul Baikal. Lacul Ohrid este remarcat în textele de zoologie și pentru anghila europeană și pentru complicatul ciclu de reproducere al acesteia: ea vine în Lacul Ohrid din îndepărtata Mare a Sargaselor, aflată la mii de kilometri distanță, și se ascunde în adâncurile lacului timp de 10 ani. După ce se maturizează sexual, anghila este condusă de niște instincte încă neexplicate să pornească toamna înapoi către zona sa natală. Acolo se naște și moare, lăsând puii ei să caute singuri Lacul Ohrid, pentru a începe un nou ciclu.

### Animale domestice
Rasa de câine ciobănesc din Munții Šar este cunoscută în întreaga lume sub numele de Šarplaninec (ciobănesc iugoslav). Măsoară circa 60 cm la greabăn și este un luptător curajos și feroce, care poate fi chemat să lupte cu urși sau cu lupi în apărarea turmelor. Šarplaninec se trage din câinele ciobănesc al vechilor epiroți, molossus, dar Šarplaninec a fost recunoscută ca rasă de sine stătătoare abia în 1939 sub numele de „ciobănesc iliric”, iar din 1956 a primit denumirea de Šarplaninec.

## Politica
Macedonia de Nord este o democrație parlamentară cu un guvern format de o coaliție de partide din parlamentul unicameral (Собрание, Sobranie) și cu o putere judecătorească independentă cu o curte constituțională. Ansamblul este format din 120 de locuri, iar membrii sunt aleși la fiecare patru ani. Rolul președintelui Republicii este mai mult ceremonial, puterea reală stând în mâinile șefului Guvernului. Președintele este comandant suprem al forțelor armate ale statului și președinte al Consiliului Siguranței Naționale. Președintele este ales la fiecare cinci ani și o persoană poate fi aleasă cel mult de două ori. Președintele actual al Macedoniei este Gordana Siljanovska-Davkova.

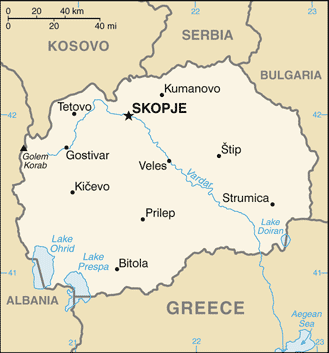
Harta Republicii Macedonia de Nord.

Odată cu adoptarea unei noi legi a administrației locale în 2005, țara este împărțită în 78 de comune (општини, opštini; singular: општина, opština). Capitala, Skopje, este administrată ca un grup de zece comune denumite în mod colectiv „Orașul Skopje”. Comunele Macedoniei sunt unități de autoguvernare locală. Comunele învecinate pot stabili convenții de cooperare.
Principala divergență politică din țară este cea între partidele politice bazate pe criterii etnice, care reprezintă majoritatea macedoneană și respectiv minoritatea albaneză. Problema echilibrului de putere dintre cele două comunități a dus la un scurt război în 2001, după care s-a convenit asupra unei metode mai echitabile de împărțire a puterii. În august 2004, parlamentul Macedoniei a adoptat legislația prin care retrasa limitele unităților administrative locale și acorda o mai mare autonomie locală etnicilor albanezi în zonele în care aceștia sunt majoritari.
După o problematică pre-campanie electorală, Macedonia a trecut printr-o schimbare de guvernare relativ liniștită și democratică după alegerile ținute în 5 iulie 2006. Alegerile au fost marcate de o victorie decisivă a partidului de centru-dreapta VMRO-DPMNE, condus de Nikola Gruevski. Decizia lui Gruevski de a include în noul guvern Partidul Democrat al Albanezilor, în locul coaliției între Uniunea Democrată pentru Integrare și Partidul pentru Prosperitate Democratică, care câștigase majoritatea voturilor minorității albaneze, a declanșat proteste în zona majoritar albaneză a țării. Cu toate acestea, s-a stabilit ulterior un dialog între Uniunea Democrată pentru Integrare și partidul VMRO-DMPNE în încercarea de a discuta divergențele dintre cele două părți și pentru a sprijini aspirațiile europene și euro-atlantice ale țării.
După alegerile parlamentare anticipate din 2008, VMRO-DPMNE și Uniunea Democrată pentru Integrare au format o coaliție de guvernare în Macedonia.
În aprilie 2009, alegerile prezidențiale și locale din țară s-au desfășurat în mod pașnic, ceea ce a fost crucial pentru aspirațiile Macedoniei de aderare la UE. Partidul conservator de guvernământ VMRO-DPMNE a câștigat alegerile locale și candidatul susținut de acesta, Gjorgi Ivanov, a fost ales președinte.

### Parlamentul

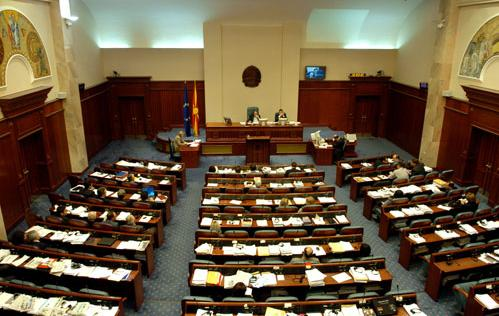
Interiorul Clădirii Parlamentului din Skopie

Parlamentul, sau Sobranie (macedoneană Собрание), este legislativul unicameral al țării. El redactează, propune și adoptă legi. Cei 120 de membri sunt aleși pentru un mandat de patru ani, prin alegeri generale. Fiecare cetățean în vârstă de 18 ani sau mai în vârstă poate vota pentru unul dintre partidele politice. Actualul președinte al Parlamentului este Talat Xhaferi⁠(d).

### Guvernul
Puterea executivă din Macedonia de Nord este exercitată de către Guvern, al cărui prim-ministru are cea mai mare putere politică din țară. Membrii guvernului sunt aleși de către prim-ministru și fiecare este responsabil pentru câte o ramură de activitate a guvernului. Există miniștri pentru economie, finanțe, tehnologia informației, societate, afaceri interne, afaceri externe și alte domenii. Membrii Guvernului sunt aleși pentru un mandat de patru ani. Actualul prim-ministru este Nikola Gruevski, aflat la al treilea mandat consecutiv.

### Instanțele de judecată
Puterea judecătorească este exercitată de către instanțele de judecată, sistemul judiciar fiind condus de către Curtea Supremă Judiciară, Curtea Constituțională și Consiliul Judiciar Republican.

### Relații externe

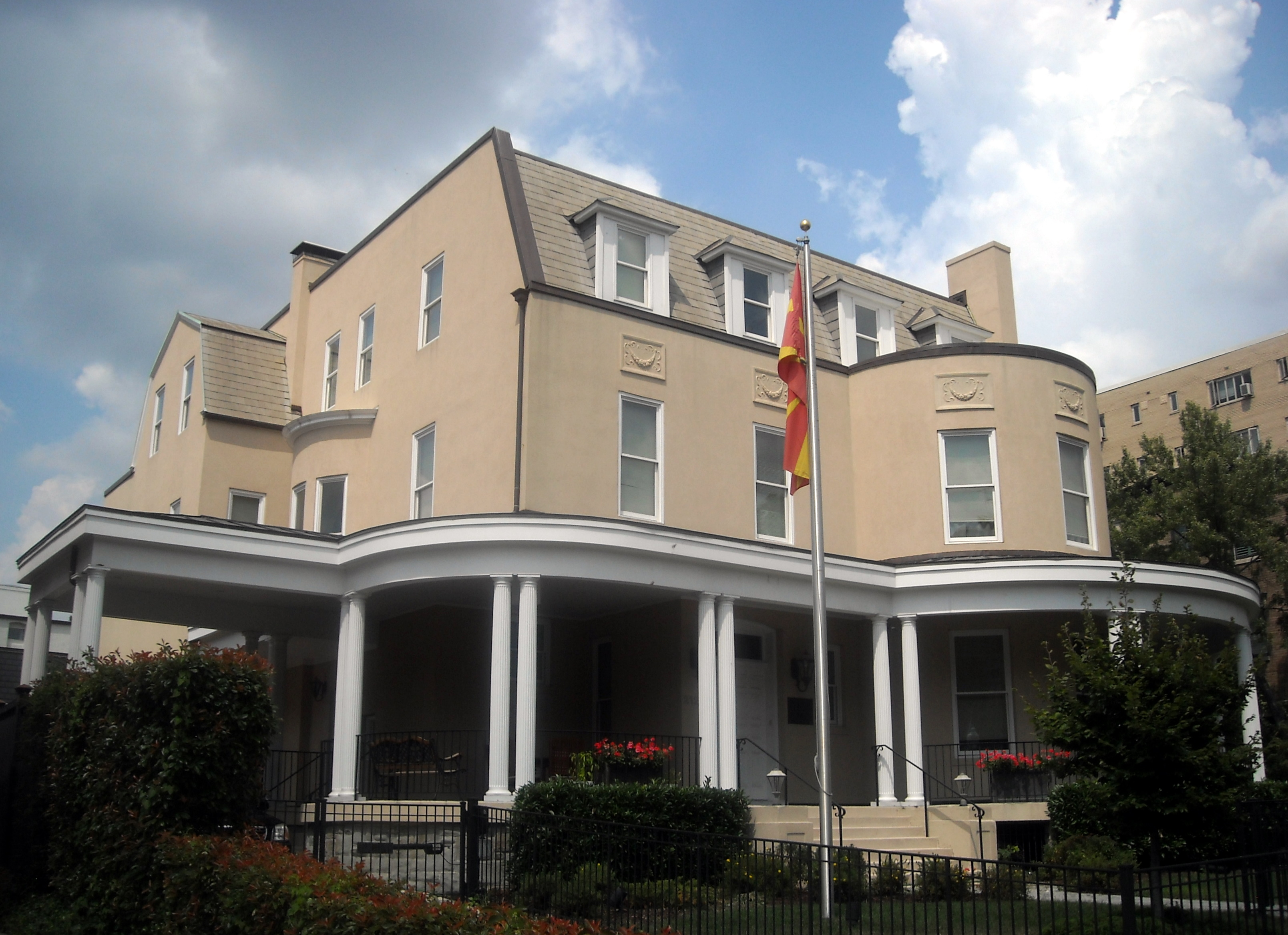
din Washington, D.C.

Macedonia de Nord a devenit stat membru al ONU la 8 aprilie 1993, la optsprezece luni de la independența față de Iugoslavia. La început, a fost denumită temporar în cadrul ONU „Fosta Republică Iugoslavă a Macedoniei”, până la rezolvarea disputei cu Grecia pe tema numelui.
Obiectivul principal al țării este integrarea deplină în procesele european și Trans-Atlantic. Cinci priorități ale politicii externe sunt:
- Începerea negocierilor pentru aderarea cu drepturi depline la Uniunea Europeană;
- Ridicarea regimului de vize pentru cetățenii macedoneni;
- Aderarea la NATO;
- Rezolvarea disputei cu Grecia pe tema denumirii;
- Consolidarea economiei și adiplomației publice.

Macedonia de Nord este un membru al următoarelor organizații internaționale și regionale: FMI (din 1992), OMS (din 1993), BERD (din 1993), Inițiativa Central-Europeană (din 1993), Consiliul Europei (din 1995), OSCE (din 1995), SECI (din 1996), OMC (din 2003), CEFTA (din 2006), Francofonia (din 2001).
În 2005, țara a fost recunoscut oficial ca stat candidat pentru aderarea la Uniunea Europeană.
La summit-ul NATO de la București, din aprilie 2008, Macedonia nu a reușit să obțină o invitație de a adera la organizație, deoarece Grecia a făcut uz de dreptul de veto din cauza disputei asupra numelui țării. SUA își exprimaseră anterior sprijinul pentru invitare, dar summit-ul de atunci a decis să condiționeze invitația de rezolvarea conflictului de nume cu Grecia. Vetoul grecesc în această chestiune a făcut subiectul Acordului de la Prespa, prin care guvernul a acceptat să schimbe denumirea țării în Macedonia de Nord.

#### Disputa pe tema denumirii
După destrămarea Iugoslaviei în 1991, numele de Macedonia a devenit obiect de dispută între Grecia și noul stat independent. În partea de sud, Republica Macedoni de Nord se învecinează cu Macedonia grecească, care din punct de vedere administrativ este împărțită în trei (una din părți dintre ele cuprinzând atât Tracia de Vest, cât și o parte a Macedoniei grecești). Invocând îngrijorări istorice și teritoriale care rezultă din ambiguitatea între Republica Macedonia, regiunile grecești adiacente din Macedonia și vechiul regat al Macedoniei, care cuprindea Macedonia grecească, Grecia se opune folosirii numelui de „Macedonia” de către Republica Macedonia fără un calificativ geografic, fiind dispusă să accepte un nume compus (cum ar fi „Macedonia de Nord”) pentru utilizare universală (erga omnes). Cum milioane de etnici greci se identifică și ca macedoneni, fără a avea legătură cu poporul slav care trăiește în Republica Macedonia, Grecia obiectează și față de utilizarea termenului de „macedonean” pentru cel mai mare grup etnic din țara vecină. Republica Macedonia este acuzată că își însușește simbolistică și imagini considerate istoricește părți ale culturii grecești (cum ar fi Soarele Verginei, un simbol asociat cu vechiul regat al Macedoniei și cu Alexandru cel Mare), și de promovarea conceptului iredentist al Macedoniei Unite, care ar include teritorii din Grecia, Bulgaria, Albania și Serbia.
Din 1992 până în 1995, cele două țări s-au angajat și într-o dispută pe tema drapelului noului stat macedonean, care cuprindea Soarele Verginei. Acest aspect a fost soluționat după ce drapelul a fost modificat în conformitate cu termenii unui acord temporar convenit între cele două state în octombrie 1995.

Primul drapel al Macedoniei independente (între 9/1991 și 8/1992), era doar drapelul fostei RSM, fiind folosit până la legiferarea celui nou.

Al doilea drapel al Macedoniei independente (1992-1995) a devenit parte a disputei cu Grecia.

ONU a adoptat denumirea provizorie de „Fosta Republică Iugoslavă a Macedoniei” (în macedoneană Поранешна Југословенска Република Македонија) la admiterea țării în cadrul organizației în 1993. Cele mai multe organizații internaționale, precum Uniunea Europeană, European Broadcasting Union și Comitetul Olimpic Internațional, au adoptat aceeași convenție. NATO utilizează această denumire și ea, în documentele oficiale, dar adaugă o explicație prin care statele membre recunosc denumirea constituțională a țării. Aceeași denumire este utilizată și în orice discuție la care Grecia este parte.
Cele mai multe țări membre ONU au abandonat însă denumirea provizorie și au recunoscut țara ca Republica Macedonia. Între acestea se numără și patru din cele cinci țări membre permanente ale Consiliului de Securitate al ONU—Statele Unite ale Americii, , Rusia, Regatul Unit și Republica Populară Chineză; mai mulți membri ai Uniunii Europene cum ar fi Bulgaria, Polonia și Slovenia; și alte peste 100 de state membre ale ONU. ONU a întocmit un proces de negociere cu un mediator, Matthew Nimetz, și cele două părți la diferend, Macedonia și Grecia, pentru a încerca să medieze disputa.
Inițial, Comisia de Arbitraj numită de Comunitatea Europeană a opinat că „simpla utilizare a numelui de «Macedonia» nu poate implica vreo revendicare teritorială împotriva unui alt Stat”; în ciuda avizului comisiei, Grecia a continuat să se opună stabilirii relațiilor între Comunitate și Republică sub numele său constituțional.
De la venirea la putere, în 2006, și în special după ce Macedonia nu a fost invitată să adere la NATO în 2008, guvernul VMRO-DPMNE a urmărit o politică de „Anticizare” („Antikvizatzija”), ca o modalitate de a pune presiune pe Grecia, precum și în scopul creării unei identități naționale interne. Statui ale lui Alexandru cel Mare și Filip al Macedoniei au fost construite în mai multe orașe din țară. În plus, mai multe elemente de infrastructură publică, cum ar fi aeroporturi, autostrăzi și stadioane au fost botezate după Alexandru și Filip. Aceste acțiuni sunt privite în țara vecină, Grecia, ca provocări deliberate care exacerbează disputa și care întârzie și mai mult aderarea Macedoniei la UE și la NATO. Politica a atras critici și pe plan intern, precum și din partea unor diplomați ai UE.
În noiembrie 2008, Macedonia a deschis un proces în fața Curții Internaționale de Justiție (CIJ) împotriva Greciei, acuzând încălcarea de Acordului Interimar din 1995, încălcări care i-au blocat aderarea la NATO. CIJ i s-a solicitat să ordone Greciei să-și respecte obligațiile asumate în cadrul Acordului, obligatoriu pentru ambele țări. În 2011, Curtea Internațională de Justiție a ONU a decis că Grecia a încălcat Articolul 11 din Acordul Interimar din 1995 prin respingerea aderării Macedoniei la NATO la summitul din 2008 de la București. Cu toate acestea, curtea nu a considerat necesar să ceară Greciei să se abțină de la acțiuni similare în viitor, deoarece „ca regulă generală, nu există niciun motiv să presupunem că un Stat a cărui acțiune sau conduită a fost declarată abuzivă de către Instanță va repeta acest act sau că-l va comite din nou în viitor, deoarece se prezumă buna-credință”, și nici nu a existat încă o schimbare în poziției UE de condiționare a începerii negocierilor de aderare a Macedoniei de rezolvarea problemei numelui.
La 12 iunie 2018, prim-ministrul Greciei, Alexis Tsipras, a anunțat că a ajuns la un acord cu omologul său macedonean, Zoran Zaev, care „acoperă toate precondițiile pretinse de partea greacă”. Propunerea consta în redenumirea Republicii Macedonia în „Republica Macedonia de Nord” (Republika Severna Makedonija), noul nume — traductibil în toate limbile — urmând să fie folosit universal. Zaev a anunțat că în acord se include recunoașterea limbii macedonene în cadrul Națiunilor Unite și că cetățenii acestei țări se vor numi în continuare „macedoneni”. Cu toate acestea, s-a clarificat explicit faptul că cetățenii acestei țări nu sunt înrudiți cu macedonenii din Antichitate.

### Drepturile omului
Republica Macedonia de Nord este semnatară a Convenției Europene a Drepturilor Omului și Convenției ONU de la Geneva privind Statutul Refugiaților și Convenției împotriva Torturii, iar Constituția garantează drepturile fundamentale ale omului pentru toți cetățenii macedoneni.
Continuă însă să fie probleme cu drepturile omului. Potrivit organizațiilor pentru drepturile omului, în anul 2003 au fost suspiciuni de execuții extrajudiciare, amenințări și intimidări îndreptate împotriva activiștilor pentru drepturile omului și jurnaliștilor de opoziție, și au existat la adresa poliției acuzații de practicare a torturii.

## Armata

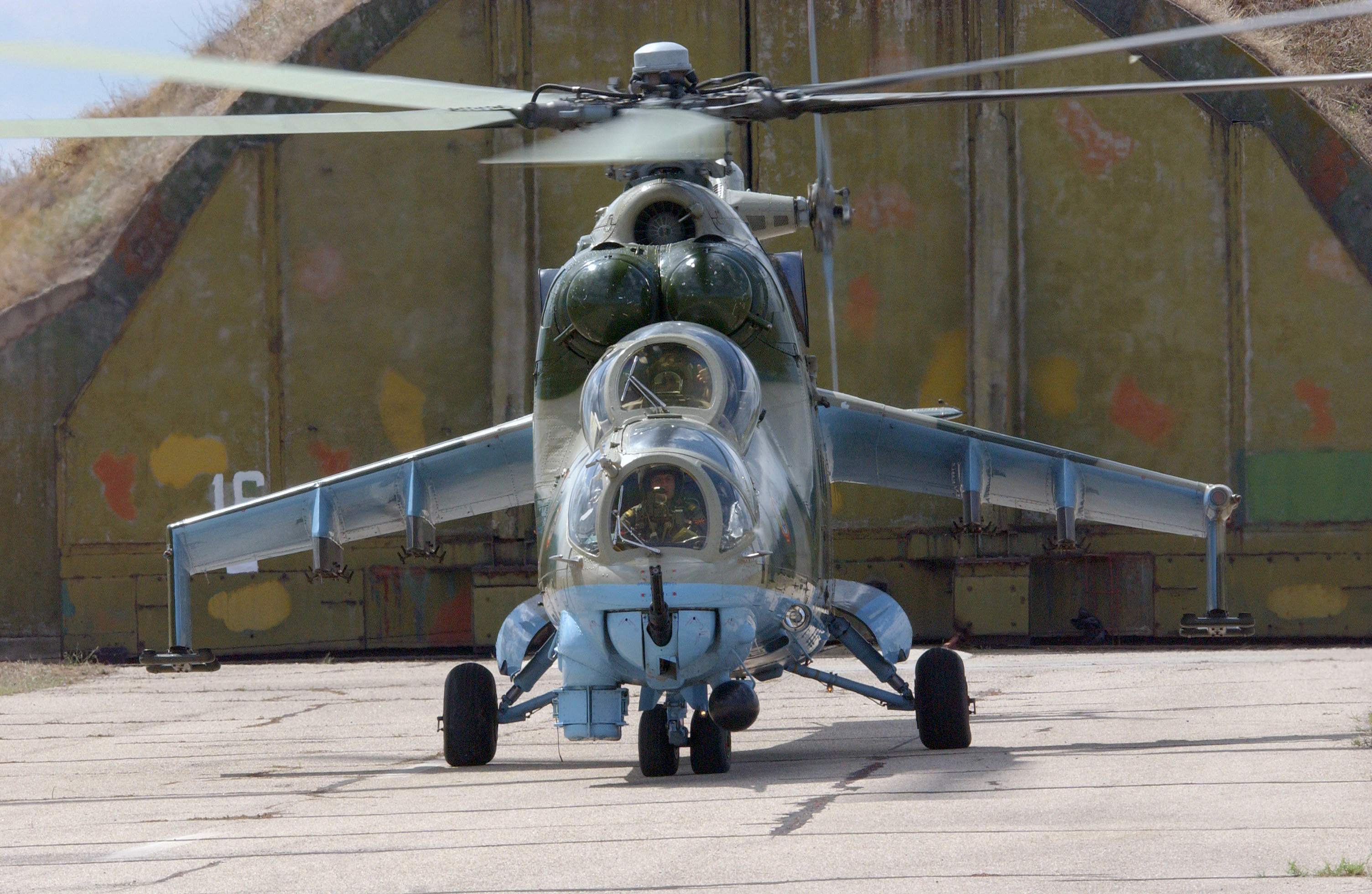
Elicopter Mi-24 al Forțelor Aeriene Macedonene

Forțele Armate Macedonene cuprind forțele terestre, forțele aeriene și Forțele Speciale. Politica de apărare națională are drept scop garantarea păstrării independenței și suveranității statului, integrității sale teritoriale și a spațiului aerian, și a ordinii constituționale. Principalele sale obiective rămân dezvoltarea și menținerea unei capacități de apărare credibile a intereselor vitale ale națiunii și de dezvoltare a Forțelor Armate într-un mod care să asigure interoperabilitatea cu forțele armate ale NATO și cu statele membre ale Uniunii Europene și capacitatea lor de a participa la întreaga gamă de misiuni NATO.
Ministerul Apărării dezvoltă strategia de apărare a Republicii și evaluează posibilele amenințări și riscuri. Este, de asemenea, responsabil pentru sistemul de apărare, inclusiv de formarea, pregătirea, echiparea și dezvoltarea sa, precum și pentru elaborarea și prezentarea bugetului apărării.

## Economia
Clasat ca al patrulea „cel mai bun reformator stat” din 178 de țări clasificate de către Banca Mondială în 2009, Macedonia de Nord a implementat considerabile reforme economice de la proclamarea independenței. Țara a dezvoltat o economie deschisă în care comerțul reprezintă mai mult de 90% din PIB-ul din ultimii ani. Din 1996, țara a avut o constantă, dar lentă, creștere economică, PIB-ul crescând cu 3,1% în anul 2005. Această cifră era estimată să crească cu o medie de 5,2% în perioada 2006-2010. Guvernul a reușit să combată inflația, cu o rată a inflației de numai 3% în 2006 și 2% în 2007, și a pus în aplicare politici axate pe atragerea de investiții străine și pe promovarea dezvoltării întreprinderilor mici și mijlocii (IMM). Actualul guvern a introdus o cotă unică de impozitare cu intenția de a face țara mai atractivă pentru investițiile străine. Cota unică de impozitare a fost de 12% în 2007 și a fost redusă la 10% în 2008.
În ciuda acestor reforme, la data de 2005 rata șomajului în Macedonia de Nord a fost de 37,2% și în 2005, rata sărăciei era de 22%. Cu toate acestea, datorită unei serii de măsuri pentru ocuparea forței de muncă, precum și datorită succesului procesului de atragere a corporațiilor multinaționale, conform Biroului Macedonean de Statistică, rata șomajului scăzuse în primul trimestru al anului 2015 la 27,3%. Politicile și eforturile Guvernului în ceea ce privește investițiile străine directe au avut ca rezultat înființarea de filiale locale ale mai multor companii producătoare din lume, în special din industria auto, cum ar fi: Johnson Controls Inc., Lear Corp, Dräxlmaier Group etc.
Macedonia de Nord are una dintre cele mai mari proporții a oamenilor cu probleme financiare, 72% din cetățenii săi declarând că se descurcă „cu dificultate” sau „cu mare dificultate” cu veniturile gospodăriei, deși Macedonia de Nord, împreună cu Croația, a fost singura țară din Balcanii de Vest care nu a raportat o creștere în această statistică. Corupția și relativ ineficientul sistem juridic sunt factori semnificativi de frânare a dezvoltării economice. Macedonia de Nord are unul dintre cele mai mici PIB-uri pe cap de locuitor îdi Europa. În plus economia gri este estimată la aproape 20% din PIB.
În termeni de structură a PIB, la data de 2013 sectorul de producție, inclusiv activitățile miniere și de construcții au constituit cea mai mare parte a PIB cu 21,4%, în creștere cu 21,1% față de 2012. Comerțul, transporturile și turismul reprezentau 18,2% din PIB în 2013, față de 16,7% în 2012, în timp ce agricultura reprezenta 9.6%, față de 9,1% în anul precedent.
În ceea ce privește comerțul exterior, cel mai mare sector care contribuie la exporturi în anul 2014 au fost „produsele chimice și conexe” cu 21,4%, urmat de sectorul „mașini și echipamente de transport” cu 21,1%. Principalele produse de import au fost în 2014 „mărfuri prelucrate, clasificate mai ales după materia primă” cu 34,2%, „mașini și echipamente de transport” cu 18,7% și „combustibili minerali, lubrifianți și materiale conexe”, cu 14,4% din totalul importurilor. 68,8% din comerțul exterior în anul 2014 s-a făcut cu UE, ceea ce face ca Uniunea să fie de departe cel mai mare partener comercial al Macedoniei (23,3% cu Germania, 7,9%, cu Regatul Unit, 7,3% cu Grecia, 6,2% cu Italia etc.). Aproape 12% din totalul comerțului exterior în anul 2014 a fost realizat cu țările din Balcanii de Vest.
Cu un PIB pe cap de locuitor de 9157 de dolari la paritatea puterii de cumpărare și cu un Indice al Dezvoltării Umane de 0,701, Macedonia de Nord este mai puțin dezvoltată și are o economie considerabil mai mică decât majoritatea fostelor state Iugoslave.
Potrivit datelor Eurostat, PIB-ul pe cap de locuitor era la 36% din media UE în anul 2014.

### Infrastructură și e-infrastructură
Macedonia de Nord (împreună cu Muntenegru, Bosnia și Herțegovina și Kosovo) aparține regiunii mai puțin dezvoltate din sudul fostei Iugoslavii. Acesta a suferit grave dificultăți economice, după independență, când piața internă iugoslavă s-a prăbușit și subvențiile de la Belgrad au încetat să mai vină. În plus, s-a confruntat cu multe dintre problemele cu care se confruntă și alte foste țări socialiste est-europene, în perioada de tranziție la o economie de piață. Principala sa rută terestră și feroviară de export, cea prin Serbia, rămâne nesigură, cu mari costuri de tranzit, afectând astfel exporturile sale, anterior extrem de profitabile, de legume timpurii către piața din Germania. Piața IT macedoneană a crescut cu 63,8% pe an în 2007, cea mai rapidă creștere din regiunea Adriaticii.

### Comerț și investiții
Izbucnirea războaielor Iugoslave și impunerea de sancțiuni asupra Serbiei și Muntenegrului au provocat pierderi mari pentru economia Republicii. Serbia constituia 60% din piața sa de desfacere înainte de dezintegrarea Iugoslaviei. Economia a fost afectată și după ce Grecia a impus un embargo comercial asupra Republicii în 1994-95. Sfârșitul Războiului Bosniac în noiembrie 1995 și ridicarea embargoului grecesc au adus o oarecare ameliorare, dar Războiului din Kosovo din 1999 și criza albaneză din 2001 au dus la noi destabilizări.
De la sfârșitul embargoului grecesc, Grecia a devenit cel mai important partener de afaceri. Multe companii grecești au cumpărat fostele companii de stat din Macedonia, cum ar fi rafinăria de petrol Okta, compania de panificație Zhito Luks, o mină de marmură din Prilep, uzinele textile din Bitola etc., creând 20.000 de locuri de muncă. Comerțul transfrontalier local între Grecia și Republica Macedonia de Nord constă în mii de greci care vin în Macedonia de Nord să cumpere mai ieftin produsele autohtone.
Alți parteneri-cheie sunt Germania, Italia, Statele Unite, Slovenia, Austria și Turcia.

### Turism
Turismul este o parte importantă a economiei Republicii Macedoniei de Nord. Țara primește anual aproximativ 700.000 de turiști.

## Regiuni Administrative
Regiunile statistice ale Macedoniei de Nord există doar în scopuri legale și statistice. Regiunile sunt:

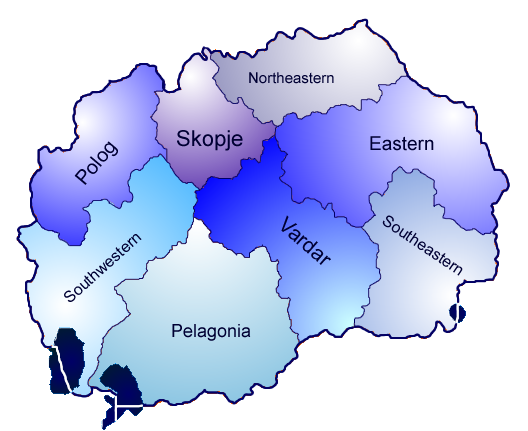
Regiunile statistice ale Macedoniei

- Est
- Nord-Est
- Pelagonia
- Polog
- Skopje
- Sud-Est
- Sud-Vest
- Vardar

### Comunele
În august 2004, Republica Macedonia de Nord a fost reorganizată în 84 de comune (opštini; singular opština; 10 dintre ele constituie Orașul Skopje, o unitate distinctă de auto-guvernare locală și capitala țării.
Cele mai multe din comunele actuale au fost nemodificate sau doar comasate din anterioarele 123 de comune înființate în septembrie 1996; altele au fost consolidate și limitele lor modificate. Înainte de aceasta, administrația locală era organizată în 34 de districte administrative, comune sau județe (denumite tot opštini).

## Demografia
| Grupuri etnice în Macedonia de Nord în 2021                                       | Grupuri etnice în Macedonia de Nord în 2021 | Grupuri etnice în Macedonia de Nord în 2021 | Grupuri etnice în Macedonia de Nord în 2021 | Grupuri etnice în Macedonia de Nord în 2021 |
| --------------------------------------------------------------------------------- | ------------------------------------------- | ------------------------------------------- | ------------------------------------------- | ------------------------------------------- |
|                                                                                   |                                             |                                             |                                             |                                             |
| Macedoneni                                                                        | Macedoneni                                  |                                             | 58.44%                                      | 58.44%                                      |
| Albanezi                                                                          | Albanezi                                    |                                             | 24.30%                                      | 24.30%                                      |
| Turci                                                                             | Turci                                       |                                             | 3.86%                                       | 3.86%                                       |
| Romi                                                                              | Romi                                        |                                             | 2.53%                                       | 2.53%                                       |
| Sârbi                                                                             | Sârbi                                       |                                             | 1.30%                                       | 1.30%                                       |
| Bosniaci                                                                          | Bosniaci                                    |                                             | 0.87%                                       | 0.87%                                       |
| Aromâni                                                                           | Aromâni                                     |                                             | 0.47%                                       | 0.47%                                       |
| Alții                                                                             | Alții                                       |                                             | 1.03%                                       | 1.03%                                       |
| Surse administrative                                                              | Surse administrative                        |                                             | 7.20%                                       | 7.20%                                       |
| Tabelul prezintă apartenența etnică a populației conform recensământului din 2021 |                                             |                                             |                                             |                                             |

Datele ultimului recensământ din 2021 arată o populație de 1.836.713 locuitori. O estimare oficială din 2009, fără modificări semnificative, oferă o cifră de 2.050.671 de locuitori. Conform ultimului recensământ din 2021, cel mai mare grup etnic din țară sunt macedonenii. Al doilea grup sunt albanezii care domină o mare parte din nord-vestul țării. Unele estimări neoficiale indică faptul că în Macedonia de Nord ar putea exista până la 260.000 de romi.
Aromânii constituie una din cele mai vechi comunități din Macedonia de Nord. Deși au fost în mare parte asimilați de slavi, ei încă mai ocupa teritorii în Macedonia de Nord.

### Religia
Creștinismul ortodox este religia majoritară în Republica Macedonia de Nord, alcătuind 64,7% din populație, marea majoritate a acestora aparținând Bisericii Ortodoxe Macedonene. Diverse alte confesiuni creștine alcătuiau 0,37% din populație. Musulmanii cuprindeau 33,3% din populație; Macedonia de Nord are a cincea cea mai mare proporție de Musulmani în Europa, după Turcia (96%), Kosovo (90%), Albania (60%) și Bosnia-Herțegovina (45%). Cei mai mulți musulmani sunt etnici albanezi, turci sau romi, deși există și puțini macedoneni musulmani. Restul de 1.63% nu au specificat apartenența la o religie în recensământul din 2002.
În total, la sfârșitul lui 2011 erau 1842 biserici și 580 de moschei în toată țara. Comunitățile religioase ortodoxă și islamică au și școli gimnaziale confesionale la Skopje. Există un seminar teologic în capitală. Biserica Ortodoxă Macedoneană are jurisdicție peste 10 provincii (șapte în țară și trei în străinătate), cu 10 episcopi și circa 350 de preoți. Un total de 30.000 de oameni sunt botezați în toate provinciile în fiecare an.
Există tensiuni între Bisericile Ortodoxe Sârbă și Macedoneană, apărute din separarea celei de a doua, care și-a declarat autocefalia în 1967. După suspendarea negocierilor între cele două biserici, Biserica Ortodoxă Sârbă l-a numit pe Zoran Vraniškovski drept Arhiepiscopul Jovan al Ohridului.
Reacția Bisericii Ortodoxe Macedonene a fost întreruperea tuturor relațiilor cu noua arhiepiscopie a Ohridului și împiedicarea episcopilor Bisericii Ortodoxe Sârbe să intre în Macedonia de Nord. Episcopul Jovan a fost închis pentru 18 luni, pentru „defăimarea Bisericii Ortodoxe Macedonene și lezarea sentimentelor religioase ale cetățenilor localnici” prin distribuirea de calendare religioase și broșuri ale Bisericii Ortodoxe Sârbe.
Biserica Greco-Catolică Macedoneană are aproximativ 11.000 de credincioși în Macedonia de Nord. Ea a fost înființată în 1918, și este alcătuită în mare parte din persoane convertite la catolicism și din urmașii acestora. Biserica este de rit bizantin și este în comuniune cu bisericile greco-catolice și cu cea romano-catolică. Cultul său liturgic este practicat în limba macedoneană.

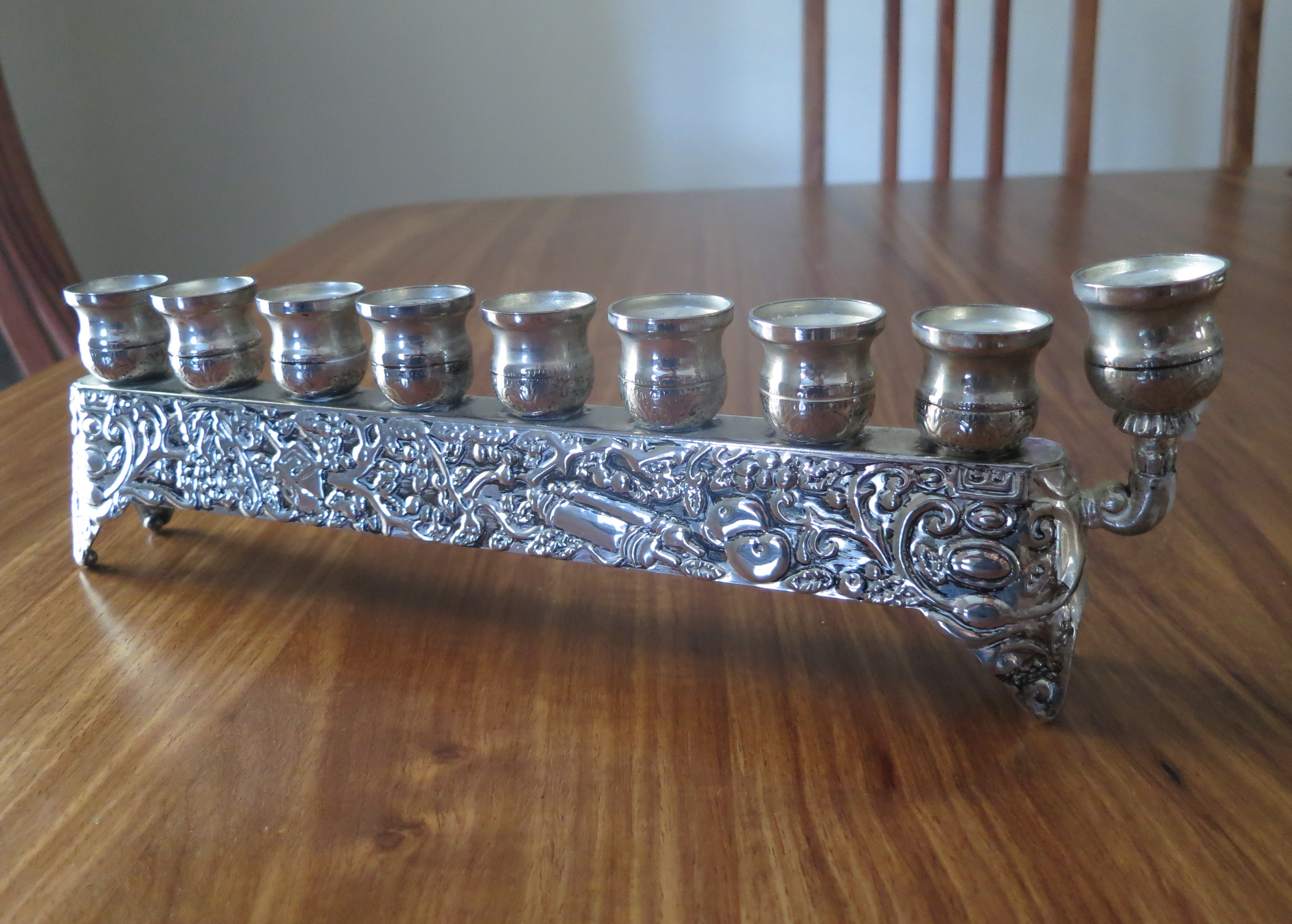
O Menora macedoneană din secolul al XIX-lea

Există și o mică comunitate protestantă. Cel mai cunoscut protestant din țară este fostul președinte Boris Trajkovski. El provine din comunitatea metodistă, cea mai mare și cea mai veche biserică protestantă din Republică, datând de la sfârșitul secolului al XIX-lea. Începând cu anii 1980, comunitatea protestantă a crescut, primind ajutor misionar din exterior.
Comunitatea evreiască, care se ridica la aproximativ 7.200 de oameni în ajunul celui de al Doilea Război Mondial, a fost aproape în întregime distrusă în timpul războiului: doar 2% dintre evreii macedoneni au supraviețuit Holocaustului. După eliberare și sfârșitul războiului, majoritatea au ales să emigreze în Israel. Astăzi, comunitatea evreiască din țară numără aproximativ 200 de persoane, aproape toate locuind în Skopje. Majoritatea evreilor macedoneni sunt sefarzi – descendenți ai refugiaților din secolul al XV-lea care au fugit de inchiziția spaniolă și de cea portugheză.
Conform recensământului din 2002, 46,5% din copiii cu vârste cuprinse între 0-4 ani erau musulmani.

### Limbi

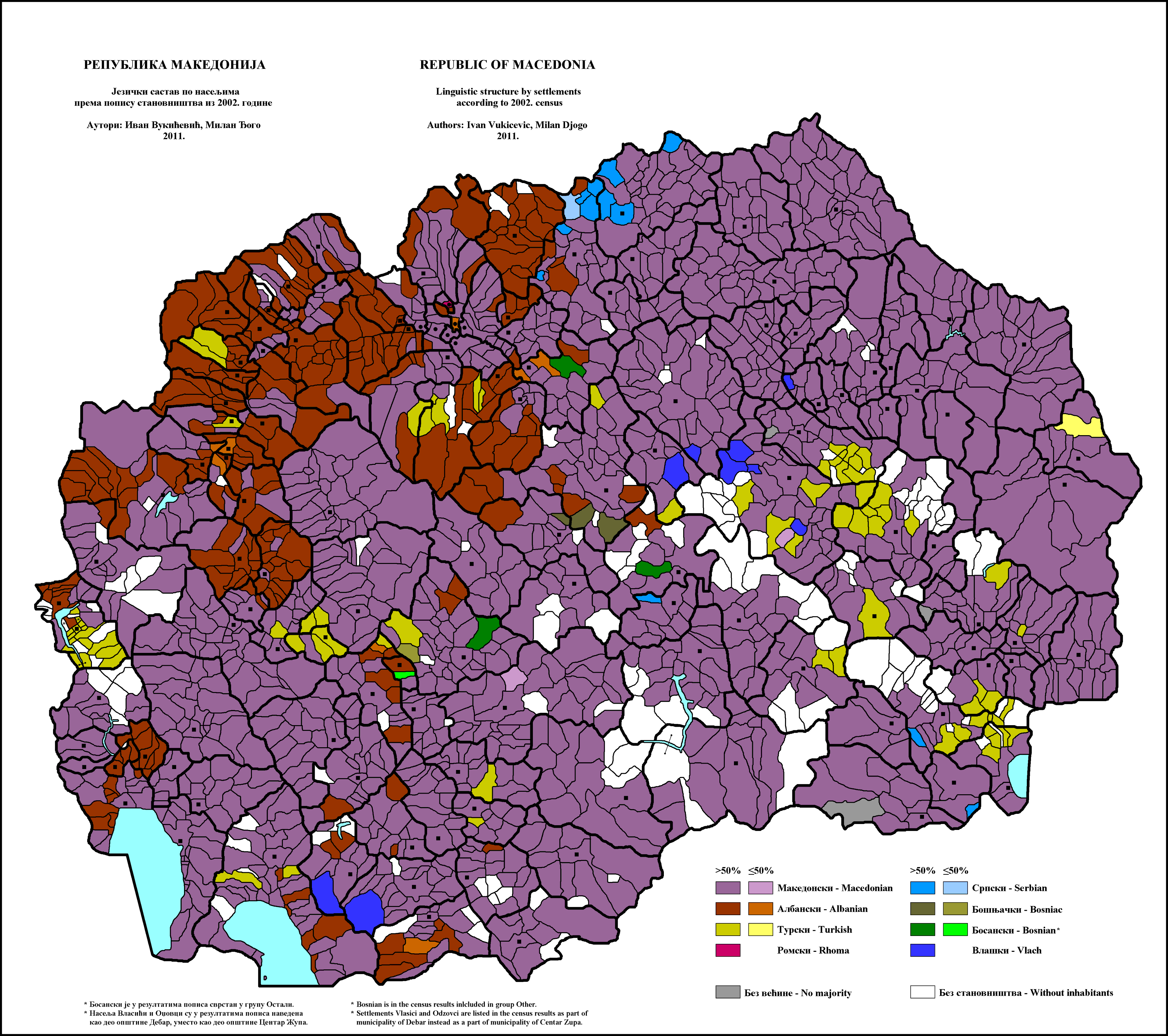
Harta lingvistică a Macedoniei, la recensământul din 2002.

Limba oficială și cea mai vorbită este macedoneana, care aparține ramurii de est a grupului de limbi slave de sud. În comunele în care grupurile etnice reprezintă peste 20% din totalul populației, limba acestora are statut co-oficial.

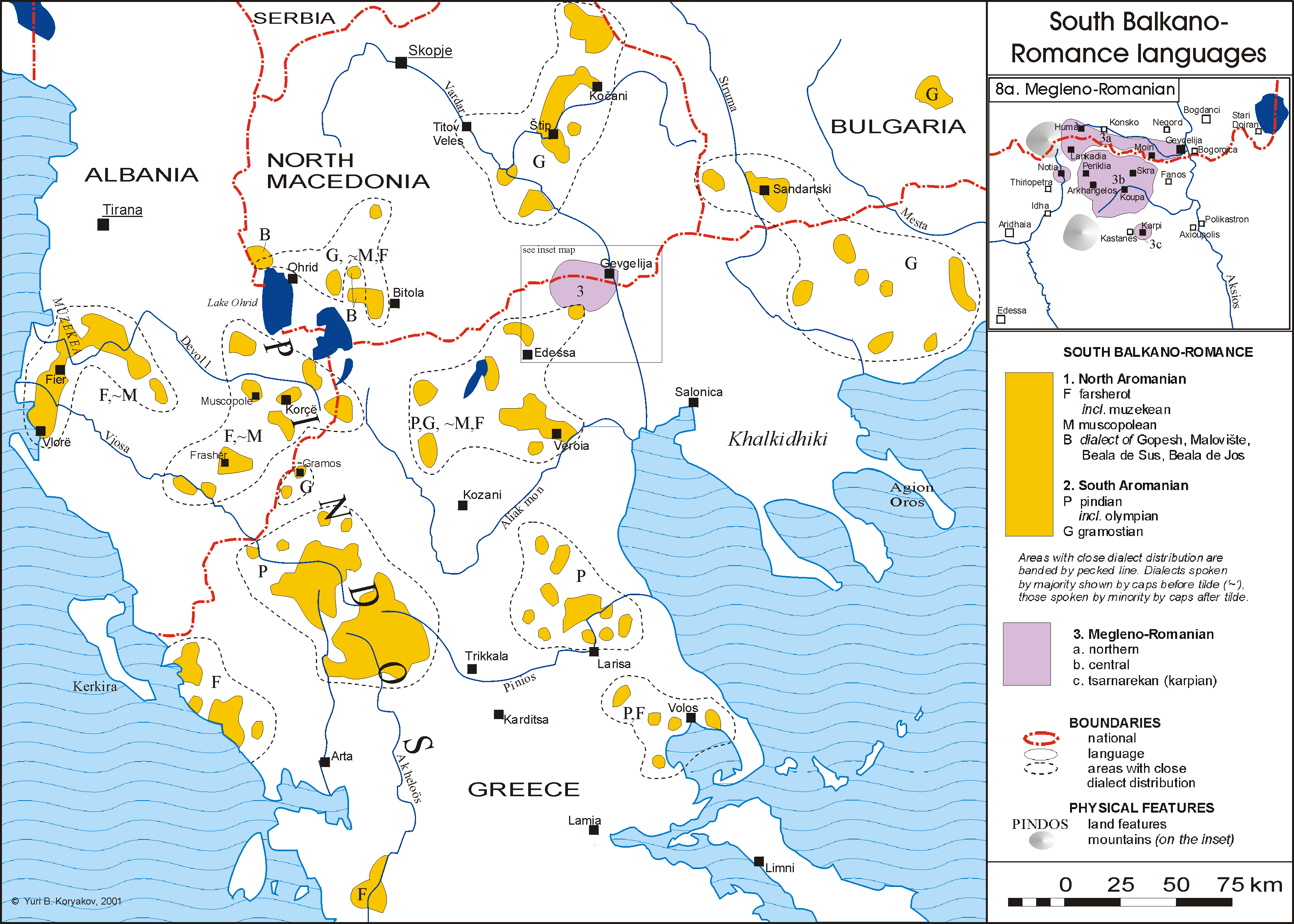
Harta teritoriilor locuite de aromâni în Balcani

Macedoneana este strâns legată și reciproc inteligibilă de bulgara standard. De asemenea, acesta are unele asemănări cu sârba standard și cu dialectele intermediare Torlak⁠(d) și Šop⁠(d) dialecte vorbite mai ales în sudul Serbiei și în vestul Bulgariei (și de unii vorbitori în partea de nord și de est a Macedoniei). Limba standard a fost codificată în perioada de după al Doilea Război Mondial și a acumulat o oarecare tradiție literară. 
Potrivit ultimului recensământ, 1.344.815 de cetățeni macedoneni au declarat că vorbesc macedoneana, 507.989 au declarat albaneza, 71.757 turca, 38528 romani, 6884 aromâna, 24.773 sârba, 8560 bosniaca, și 19.241 vorbeau în alte limbi.
În Macedonia de Nord se vorbește o mare varietate de limbi, ceea ce reflectă diversitatea etnică. Pe lângă limba națională și oficială, macedoneana, limbi minoritare cu număr semnificativ de vorbitori sunt albanezi, romani, turca (inclusiv găgăuza balcanică), sârba/bosniaca și aromână (inclusiv megleno-româna). Există câteva sate cu vorbitori de adigee și o comunitate de imigranți greci. Limbajul macedonean al semnelor este limba principală a celor din comunitatea persoanelor cu deficiențe de auz care nu au învățat o limbă vorbită în copilărie.

## Educație

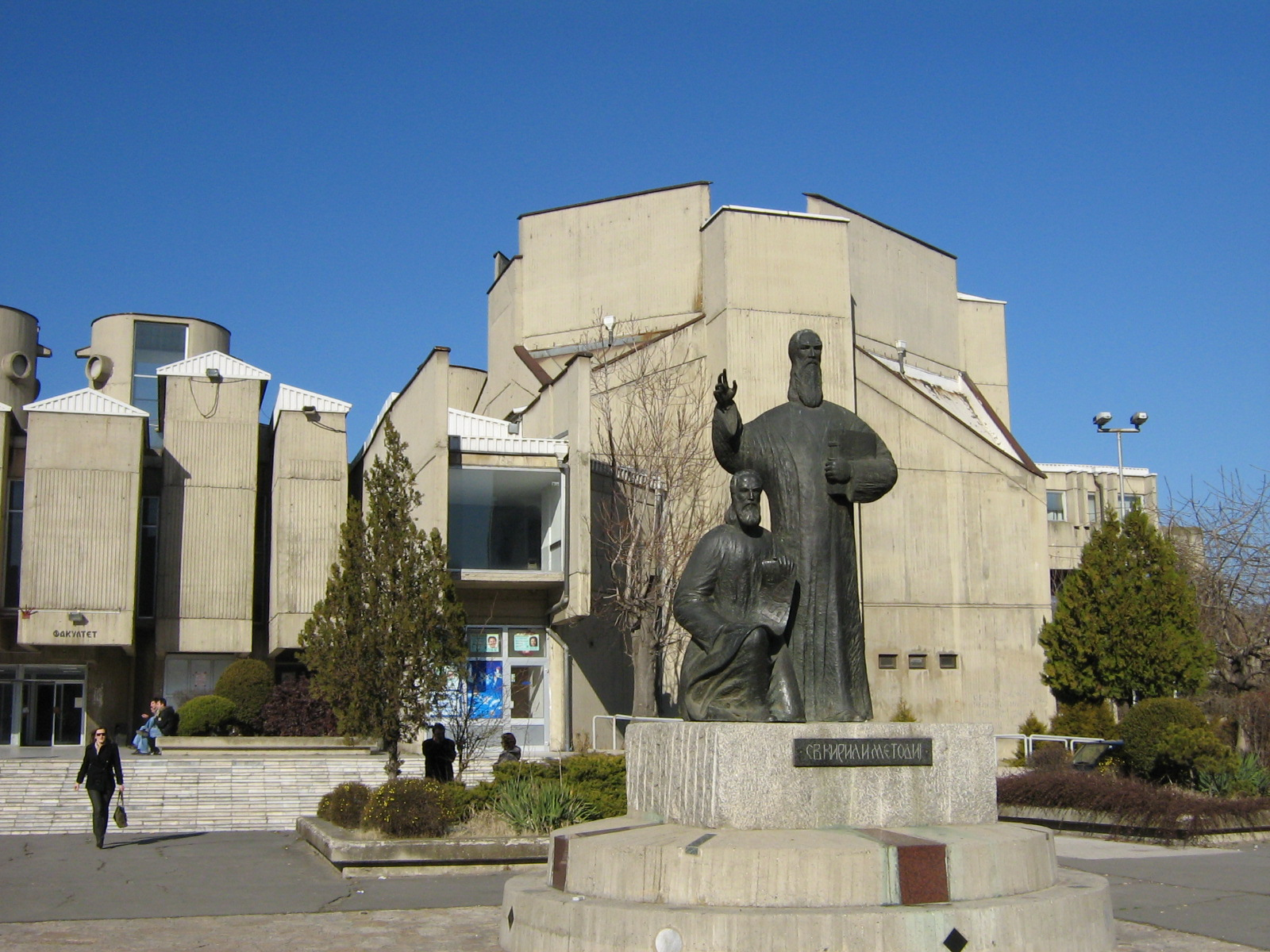
Universitatea de stat Sfinții Chiril și Metodiu din Skopie

Sistemul macedonean de educație este format din:
- educația pre-școlară
- școala primară
- școala secundară
- învățământul superior

Nivelurile superioare de învățământ pot fi obținute în una din cele cinci universități de stat: Sfinții Chiril și Metodiu din Skopje, Universitatea Sfântul Clement de Ohrid din Bitola, Universitatea Goce Delčev din Štip, Universitatea de Stat din Tetovo și Universitatea de Știința si Tehnologia Informației „Sfântul Apostol Pavel” din Ohrid. Există mai multe universități private, cum ar fi Universitatea de Studii Europene, Universitatea Slavă din Sveti Nikole, Universitatea Sud-Est Europeană și altele.
Agenția Statelor Unite pentru Dezvoltare Internațională a subscris un proiect numit „Macedonia se Conectează”, care a făcut din Macedonia de Nord prima țară conectată integral la conexiune wireless de bandă largă din lume. Ministerul Educației și Științei rapoartează că 461 de școli (primare și secundare) sunt conectate la Internet. În plus, un ISP (On.net) a creat o rețea MESH pentru a oferi servicii WIFI în 11 mari orașe din țară.

## Societatea

### Mass-Media
Cel mai vechi ziar din țară este Nova Makedonija din 1944. Alte ziare și reviste cunoscute sunt: Utrinski Vesnik, Dnevnik, Vesta, Fokus, Večer, Tea Moderna, Makedonsko Sonce și Koha. Canalul public este Radio-Televiziunea Macedoneană fondată în 1993 de către Adunarea Republicii Macedonia de Nord. TEKO TV (1989) din Štip este primul canal de televiziune privat din țară. Alte canale private populare sunt: Sitel, Kanal 5, Telma, Alfa TV și Alsat-M.

#### Cinematografia
Primul film produs pe teritoriul de azi al țării a fost făcută în anul 1895 de către Janaki și Milton Manaki în Bitola. De-a lungul secolului trecut, filmul macedonean a descris istoria, cultura și viața de zi cu zi a poporului macedonean. De-a lungul anilor, multe filme macedonene au fost prezentate la festivaluri de film din întreaga lume și mai multe dintre aceste filme au câștigat premii prestigioase. Primul film macedonean de lung-metraj a fost Frosina, lansat în 1952. Primul film de lung metraj în culori a fost Miss Stone, un film despre o misionară protestantă din Macedonia Otomană. Acesta a fost lansat în 1958. Filmul macedonean cu cele mai mari încasari în țară a fost Bal-can-can, văzut de peste 500.000 de spectatori în primul an. În 1994, filmul lui Milco Manchevski Înainte de Ploaie a fost nominalizat pentru Oscarul pentru cel mai bun film străin. Manchevski continuă să fie cel mai proeminent regizor macedonean modern. Ulterior, el a scris și a regizat filmul Praf și Umbre.

### Cultura

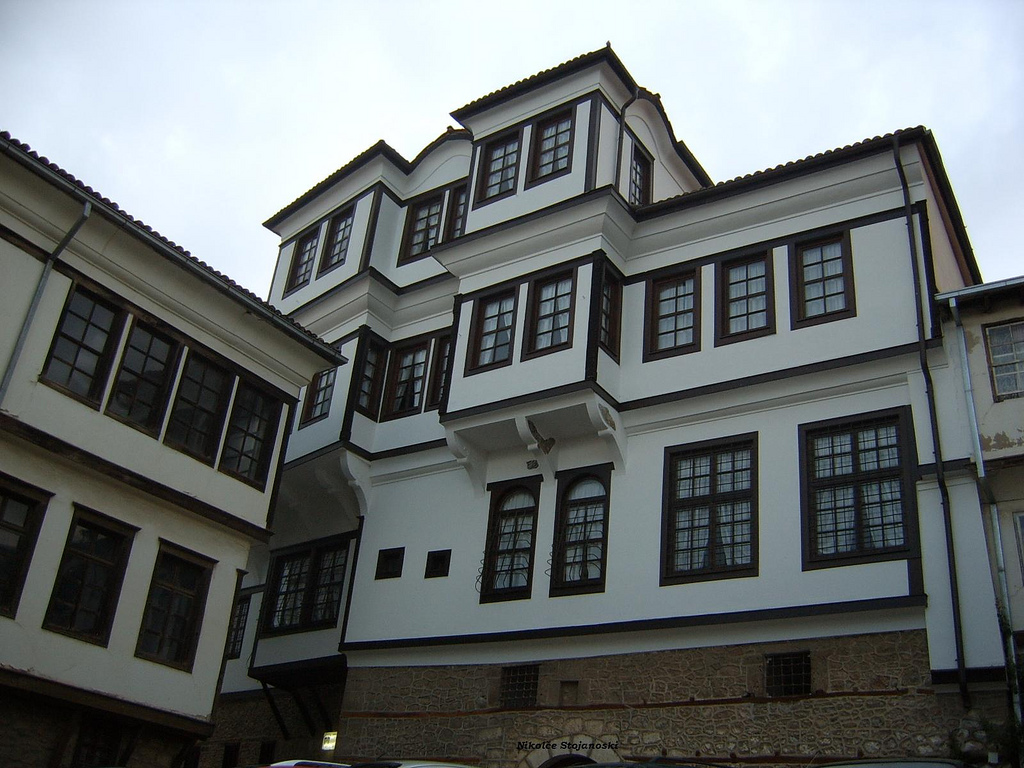
Casa familiei Robevi – tipică pentru arhitectura macedoneană

Macedonia de Nord are un patrimoniu cultural bogat în artă, arhitectură, poezie, muzică. Ea are multe situri religioase vechi protejat. Festivaluri de poezie, cinematografie, muzică sunt organizate anual. Muzica macedoneană are stiluri dezvoltate sub puternica influență a muzicii bizantine. Macedonia de Nord are numeroase fresce bizantine conservate, în principal, din perioada cuprinsă între secolele al XI-lea și al XVI-lea. S-au păstrat câteva mii de metri pătrați de pictură în frescă, cea mai mare parte în stare foarte bună, care reprezintă capodopere ale școlii de pictură bisericească macedoneană.
Cele mai importante evenimente culturale din țară sunt Festivalul Ohrid Summer de muzică clasică și teatru, Serile de Poezie din Struga care adună poeți din peste 50 de țări ale lumii, Festivalul Internațional de Cameră de la Bitola, Open Youth Theatre și Festivalul de Jazz de la Skopje, etc.
Opera Macedoneană s-a deschis în 1947, cu spectacolul Cavalleria rusticana în regia lui Branko Pomorisac. În fiecare an, Serile de Operă din Mai au loc la Skopje, timp de circa 20 de zile. Prima ediție s-a deschis în 1972 cu spectacolul Țar Samuil de Kiril Makedonski.

### Sărbătorile legale
Principalele sărbători publice în Republica Macedonia de Nord sunt:
| Data         | Numele în română                      | Numele macedonean                                                                                             | Observații                                                                                               |
| ------------ | ------------------------------------- | --- | --- |
| 1-2 ianuarie | Anul Nou                              | Нова Година, Nova Godina                                                                                      | |
| 7 ianuarie   | Crăciunul (ortodox pe stil vechi)     | Прв ден Божик, Prv den Božik                                                                                  | |
| aprilie/mai  | Vinerea Mare (ortodoxă)               | Велики Петок, Veliki Petok                                                                                    | |
| aprilie/mai  | Paștele (ortodox)                     | Прв ден Велигден, Prv den Veligden                                                                            | Sărbătoare cu dată variabilă, conform calendarului ortodox                                               |
| aprilie/mai  | A doua zi de Paște (ortodox)          | Втор ден Велигден, Vtor den Veligden                                                                          | |
| 1 mai        | Ziua Muncii                           | Ден на трудот, Den na trudot                                                                                  | |
| 24 mai       | Sfinții Chiril și Metodiu             | Св. Кирил и Методиј, Ден на сèсловенските просветители Sv. Kiril i Metodij, Den na sèslovenskite prosvetiteli | |
| 2 august     | Ziua Republicii                       | Ден на Републиката, Den na Republikata                                                                        | Ziua când a fost înființată Republica în 1944. Este de asemenea ziua Răscoalei de Sfântul Ilie din 1903. |
| 8 septembrie | Ziua Independenței                    | Ден на независноста, Den na nezavisnosta                                                                      | Ziua independenței față de Iugoslavia                                                                    |
| 11 octombrie | Ziua Revoluției                       | Ден на востанието, Den na vostanieto                                                                          | Începutul insurecției anti-fasciste din al Doilea Război Mondial în 1941                                 |
| 23 octombrie | Ziua Luptei Revoluționare macedoneane | Ден на македонската револуционерна борба, Den na makedonskata revolucionarna borba                            | Ziua înființării Organizației Revoluționare Macedonene Interne (ORIM) în 1893.                           |
| 1 Shawwal    | Eid ul-Fitr                           | Рамазан Бајрам, Ramazan Bairam                                                                                | Sărbătoare variabilă în confirmitate cu Calendarul Islamic                                               |
| 8 decembrie  | Sfântul Clement de la Ohrid           | Св. Климент Охридски, Sv. Kliment Ohridski                                                                    | |

În afară de acestea, există și alte sărbători majore religioase și ale minorităților.

### Bucătăria

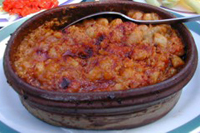
Tavče Gravče

Preparatele din bucătăria macedoneană sunt un reprezentant al Balcanilor—reflectă influențele mediteraneene (grecești) și din Orientul Mijlociu (turcești) și, într-o mai mică măsură, italiene, germane și central-europene (în special maghiare). Climatul relativ cald din Macedonia oferă excelente condiții de creștere pentru diverse legume, verdețuri și fructe. Astfel, bucătăria macedoneană este deosebit de diversă.
Unii macedoneni revendică paternitatae salatei Šopska (salata bulgărească), inventată în Bulgaria și denumită după o regiune de la frontiera cu Macedonia; ea a devenit ulterior populară și aici. Bucătăria macedoneană se remarcă și prin diversitatea și calitatea produselor lactate, a vinurilor locale și a băuturilor alcoolice, cum ar fi Rakija. Tavče Gravče și mastica sunt considerate mâncarea și, respectiv, băutura națională din Macedonia de Nord.

### Sport

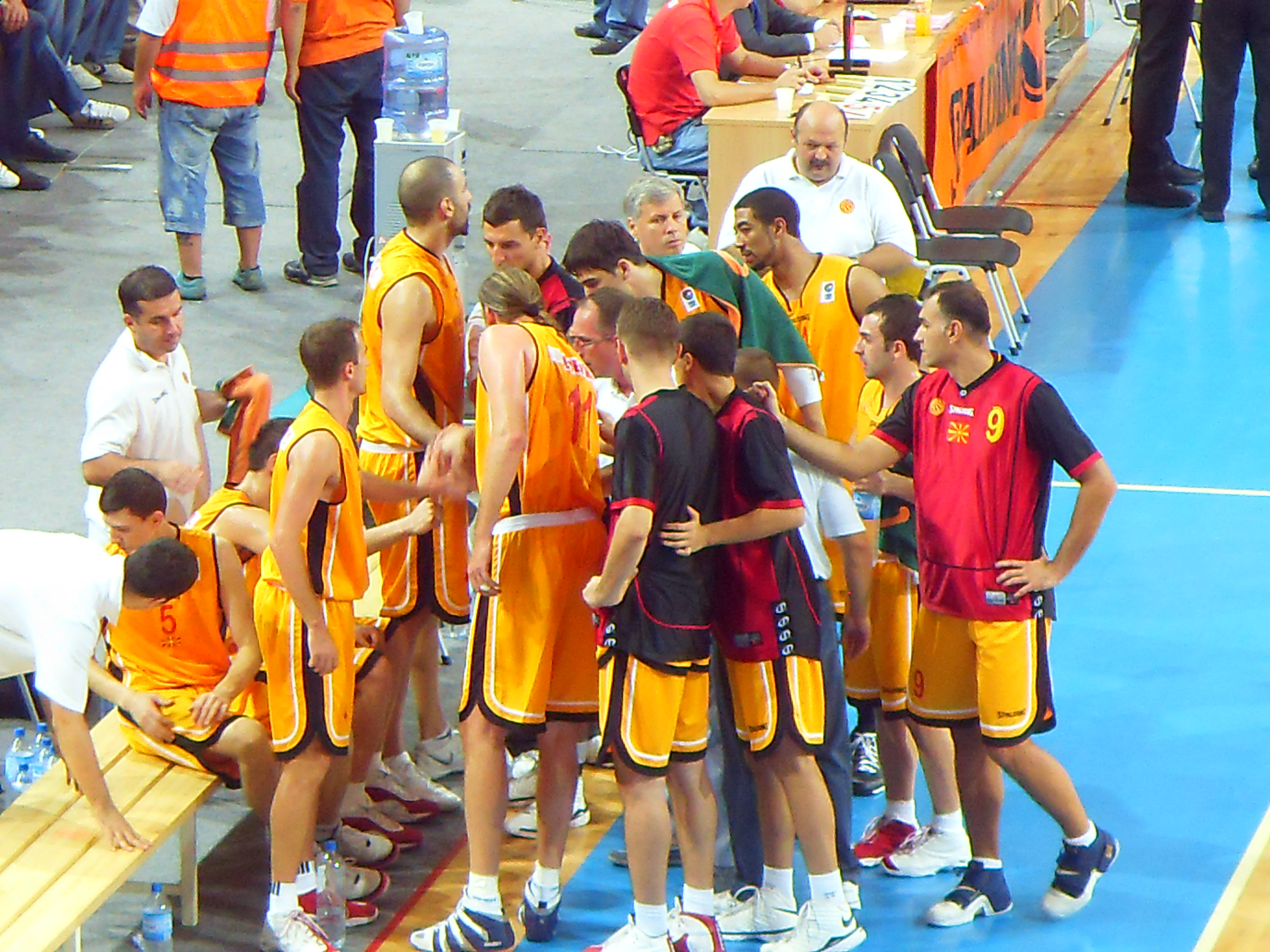
Echipa de baschet a Macedoniei într-un time-out în timpul unui meci cu Letonia

Fotbalul și handbalul sunt cele mai populare sporturi din Macedonia e Nord. Echipa națională de fotbal este controlată de Federația de Fotbal a Macedoniei de Nord și își joacă meciurile acasă pe Arena Filip al II-lea.
Handbalul este al doilea sport de echipă ca importanță. În 2002, Kometal Skopje a câștigat Liga Campionilor EHF la Feminin. Campionatul European de Handbal Feminin s-a ținut în 2008 în Macedonia de Nord, meciurile disputându-se la Skopje și la Ohrid; echipa națională terminat pe locul al șaptelea.
Echipa națională de baschet a Macedoniei de Nord reprezintă țara în competițiile internaționale. Echipa este condusă de către Federația de Baschet din Macedonia de Nord, organismul de conducere de baschetului macedonean înființat 1992 și aderat la FIBA în 1993. Macedonia de NOrd a participat la trei turnee Eurobasket, cea mai bună performanță fiind locul 4 în 2011⁠(d). Ea își joacă meciurile pe teren propriu pe Boris Trajkovski Arena în Skopje.
În lunile de vară se ține anual Maratonul de Înot de la Ohrid, pe Lacul Ohrid; iar în lunile de iarnă se schiază în centrele de sporturi de iarnă. Macedonia de Nord ia parte și ea la Jocurile Olimpice. Participarea la Olimpiade este organizată de Comitetul Olimpic Macedonean.

## Clasamentele internaționale
| Organizarea                                  | Sondaj                                     | Clasament   |
| -------------------------------------------- | ------------------------------------------ | ----------- |
| Institutul pentru Economie și Pace           | Indicele Global Al Păcii                   | 79 din 162  |
| Reporteri Fără Frontiere                     | Indicele Mondial al Libertății Presei 2013 | 116 din 179 |
| Fundația Heritage/The Wall Street Journal    | Indicele Libertății Economice 2013         | 43 din 177  |
| Transparency International                   | Indicele de Percepție a Corupției 2013     | 67 din 177  |
| Programul Națiunilor Unite Pentru Dezvoltare | Indicele Dezvoltării Umane 2013            | 78 din 207  |
| Banca Mondială                               | Indicele Ușurinței în Afaceri 2016         | 12 din 189  |